# 20. August
Der 20. August ist der 232. Tag des gregorianischen Kalenders (der 233. in Schaltjahren), somit bleiben 133 Tage bis zum Jahresende.

## Ereignisse

### Politik und Weltgeschehen
- 0002: Lucius Caesar, designierter Nachfolger des Kaisers Augustus, stirbt auf dem Weg nach Spanien im südgallischen Massilia.
- 0636: Die Niederlage der Byzantiner gegen die Araber in der Schlacht am Jarmuk beendet die byzantinische Herrschaft im Nahen Osten.

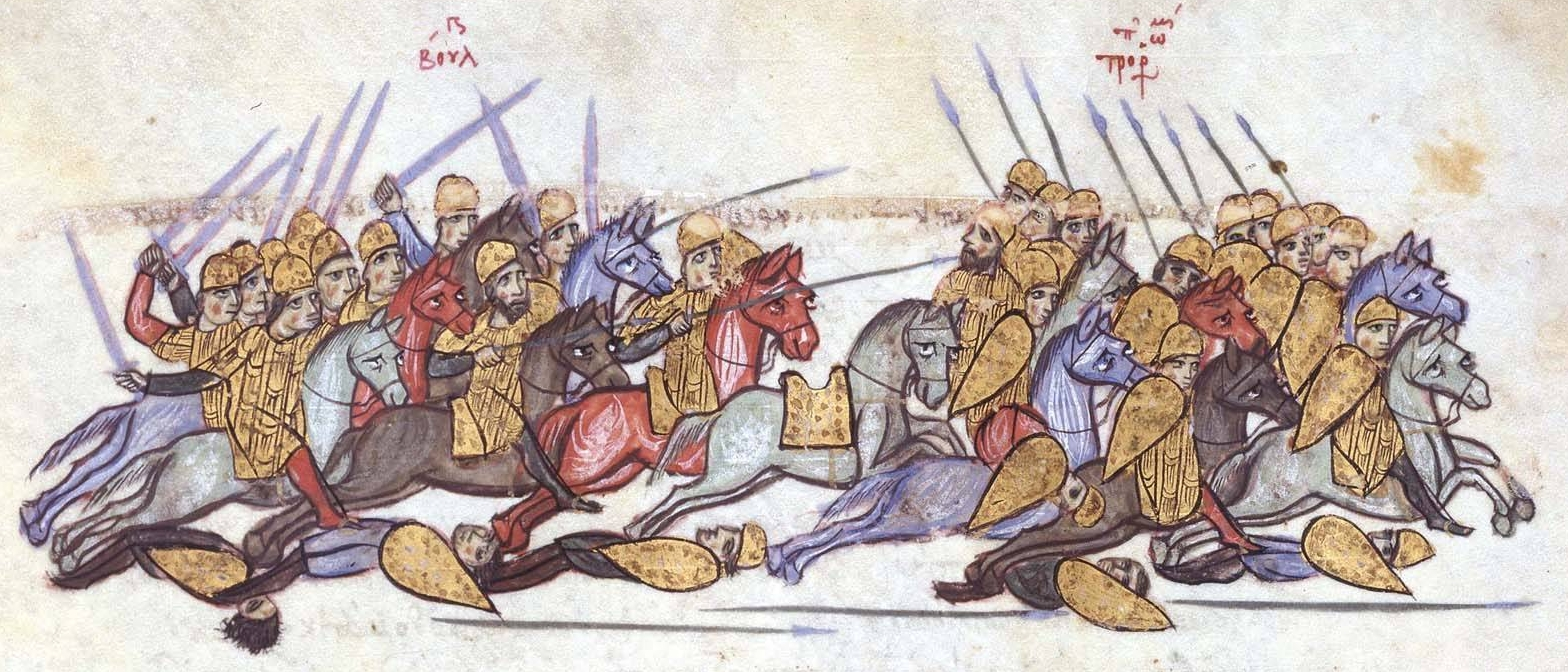
917: Schlacht von Anchialos

- 0917: Nach dem Sieg des bulgarischen Zaren Simeon I. über die Byzantiner in der Schlacht von Anchialos müssen diese ihm fortan einen jährlichen Tribut zahlen.
- 1191: 2700 muslimische Gefangene der eroberten Stadt Akkon werden vom Kreuzfahrerheer des Dritten Kreuzzugs unter Richard Löwenherz getötet.
- 1297: In der Schlacht von Veurne behalten die Franzosen unter Robert von Artois die Oberhand gegenüber einem flämischen Heer, das für Guido I. von Flandern kämpft.
- 1400: Aus Unzufriedenheit mit der Entwicklung im Heiligen Römischen Reich und der Untätigkeit des amtierenden Herrschers setzen die Kurfürsten König Wenzel ab und wählen Ruprecht III. von der Pfalz zu seinem Nachfolger.
- 1619: Der atlantische Sklavenhandel erreicht den nordamerikanischen Kontinent. Die ersten 20 schwarzen Sklaven treffen auf einem niederländischen Schiff in Jamestown (Virginia) ein.
- 1640: Ein schottisches Heer unter den Kommandeuren Leslie und Montrose dringt im Zweiten Bischofskrieg in England ein, nachdem König Karl I. gemeinsam mit William Laud, dem Erzbischof von Canterbury, den Schotten eine neue katholische Liturgie aufzwingen wollte.
- 1648: Französische Truppen gewinnen die Schlacht bei Lens im Französisch-Spanischen Krieg.

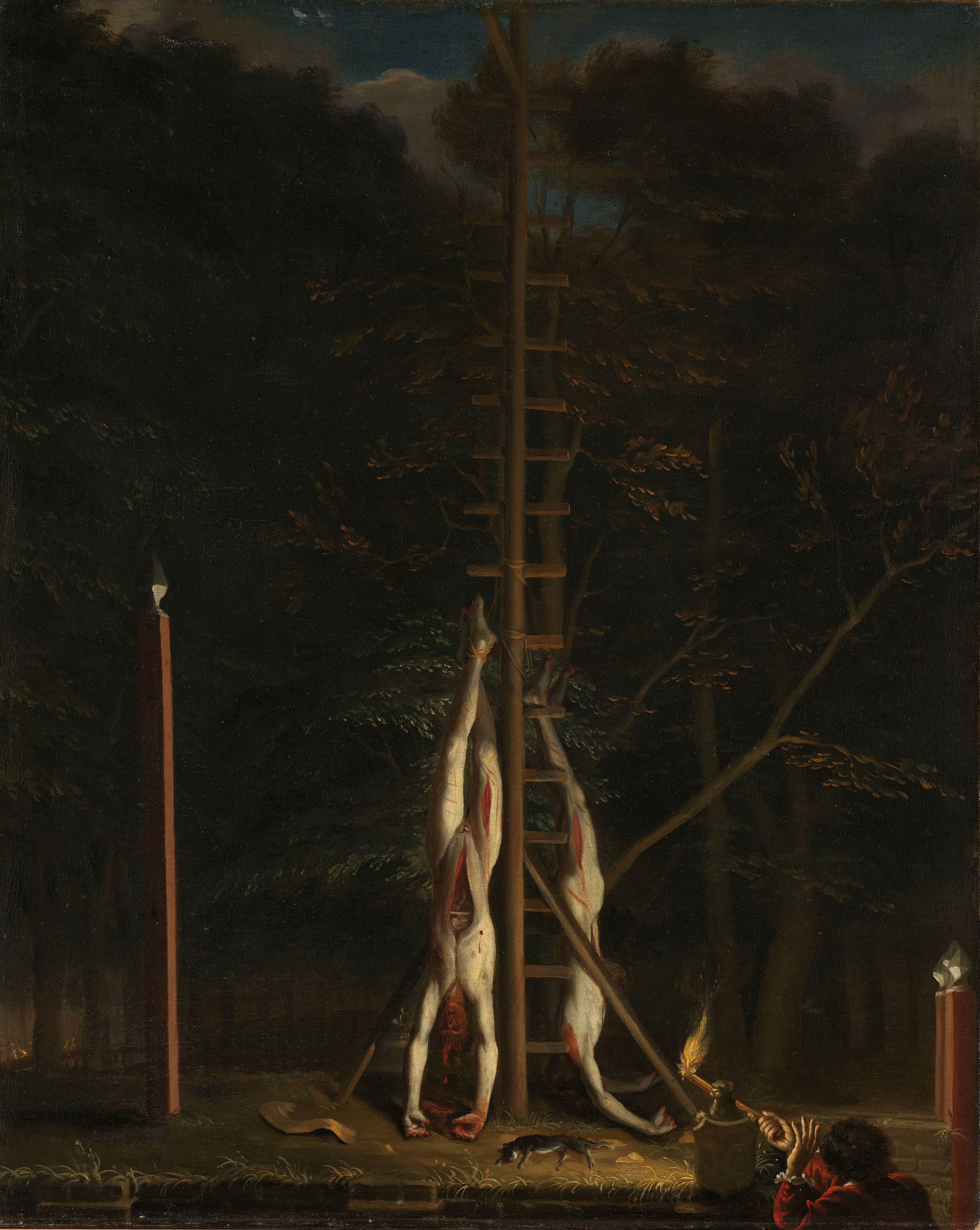
1672: Leichen der Brüder de Witt

- 1672: Der niederländische Politiker Johan de Witt wird zusammen mit seinem Bruder Cornelis von Anhängern des Hauses Oranien ermordet; ihnen wird die Verantwortung für die Kriege im Rampjaar vorgeworfen.
- 1710: In der Schlacht bei Saragossa im Spanischen Erbfolgekrieg siegen die Alliierten, was dem habsburgischen Gegenkönig Karl III. tags darauf den Einzug in die Stadt ermöglicht.
- 1713: Im Spanischen Erbfolgekrieg erobert der französische Feldherr Claude-Louis-Hector de Villars die Stadt Landau in der Pfalz. Anschließend zieht er mit seiner Streitmacht brandschatzend durch die Kurpfalz und Baden.
- 1760: Siebenjähriger Krieg: Das Reichsheer kann den preußischen Rückzug nach Torgau im Gefecht bei Oschatz nicht verhindern.
- 1775: Spanische Siedler gründen die Stadt Tucson und bauen zugleich eine Festung.
- 1794: In der Schlacht von Fallen Timbers schlagen die Truppen der Vereinigten Staaten eine Allianz von Chippewa, Ottawa, Potawatomi, Shawnee, Delaware und Mingo, die vom Shawnee-Häuptling Weyapiersenwah angeführt wird.
- 1804: Mit dem Tod von Sergeant Charles Floyd erleidet die Lewis-und-Clark-Expedition zur Erkundung des westlichen Nordamerikas ihren einzigen Verlust.

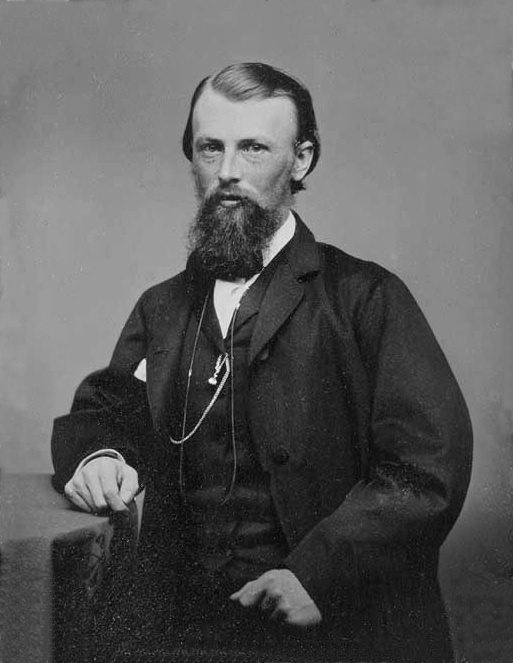
1860: William John Wills

- 1860: Unter den Augen von rund 15.000 Schaulustigen beginnt in Melbourne die Expedition von Burke und Wills. Robert O’Hara Burke und William John Wills wollen mit der 19-köpfigen Expedition den australischen Kontinent von Süden nach Norden durchqueren.
- 1864: In Kyōto kommt es zum Aufstand am Hamaguri-Tor, ausgelöst durch politische Unzufriedenheit von Bevölkerungsgruppen unter der Parole Sonnō jōi.
- 1866: Mit dem von US-Präsident Andrew Johnson erlassenen Act of 2 March, 1867 wird offiziell das Ende des Amerikanischen Bürgerkriegs angegeben.
- 1870: Im Deutsch-Französischen Krieg wird die von Marschall Bazaine zurückgezogene Rheinarmee von den Preußen und ihren Verbündeten in der Stadt Metz eingeschlossen. Es beginnt eine bis zum 27. Oktober dauernde Belagerung.
- 1893: In der Schweiz wird eine Volksinitiative zur Abschaffung des Schächtens angenommen.
- 1896: Auf den Philippinen wird gegen die Kolonialherrschaft Spaniens revoltiert. Den Behörden war die Existenz des Geheimbundes Katipunan bekannt geworden.
- 1914: Im Ersten Weltkrieg nehmen deutsche Truppen die belgische Hauptstadt Brüssel ein. Am selben Tag beginnt die Belagerung von Antwerpen, die bis zum 10. Oktober dauert.
- 1915: Italien erklärt dem Osmanischen Reich den Krieg.
- 1935: In Moskau endet der siebte und letzte Weltkongress der Kommunistischen Internationalen.

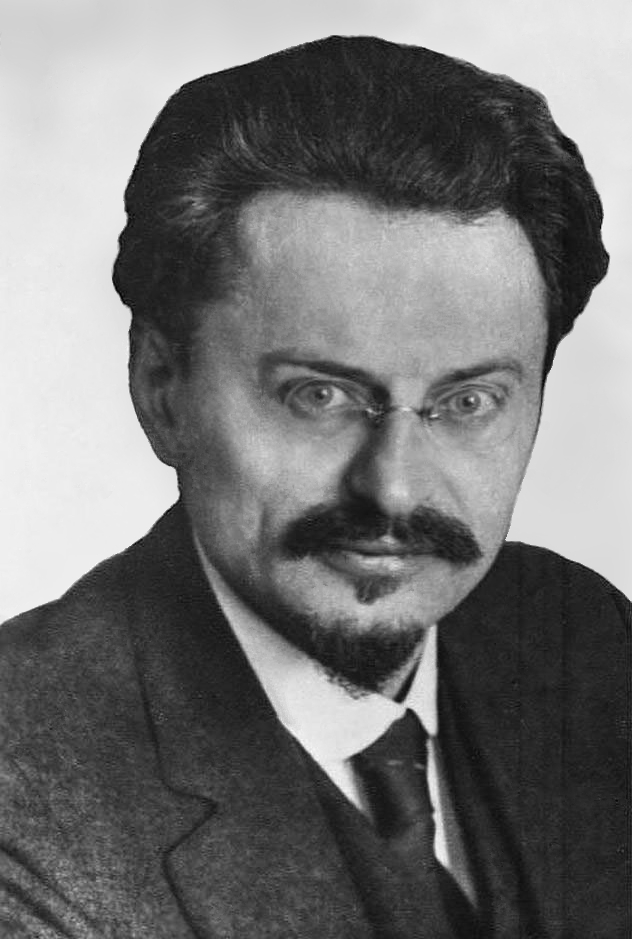
1940: Leo Trotzki

- 1940: Der Spanier Ramón Mercader verübt im Auftrag des sowjetischen Geheimdienstes NKWD ein Attentat auf Leo Trotzki in dessen Wohnung in Mexiko-Stadt. Trotzki erliegt seinen Verletzungen am Tag darauf.
- 1940: Die Volksbefreiungsarmee eröffnet im Zweiten Japanisch-Chinesischen Krieg die Hundert-Regimenter-Offensive.
- 1942: Roland Freisler wird als Nachfolger des zum Reichsjustizminister ernannten Otto Georg Thierack Präsident des Volksgerichtshofs.
- 1944: Die Rote Armee beginnt im Zweiten Weltkrieg die Operation Jassy-Kischinew, mit der sie binnen weniger Tage Rumänien erobert.
- 1946: Im Kontrollratsgesetz Nr. 34 lösen die Alliierten die deutsche Wehrmacht auf. Faktisch hat diese schon mit ihrer bedingungslosen Kapitulation am 8. Mai 1945 ihre Bedeutung eingebüßt.
- 1947: Im Nürnberger Ärzteprozess werden die Urteile verkündet.
- 1949: Ungarn wird durch eine am sowjetischen Vorbild orientierte Verfassung von den Kommunisten zur Volksrepublik umgestaltet.

1960: Flagge des Senegals

- 1960: Senegal löst sich aus der Mali-Föderation und erklärt seine Unabhängigkeit.
- 1964: Vom Deutschen Entwicklungsdienst vorbereitet fliegen die ersten 14 Entwicklungshelfer nach Daressalam in Tansania ab.
- 1968: In der Nacht vom 20. auf den 21. August besetzen Armeen der Warschauer-Pakt-Staaten die Tschechoslowakei und beenden so den Prager Frühling.
- 1980: In der Resolution 478 verurteilt der UN-Sicherheitsrat die Annexion Ostjerusalems durch Israel im Sechstagekrieg.
- 1988: Mit einem Waffenstillstand zwischen dem Iran und dem Irak endet der Erste Golfkrieg
- 1991: Das estnische Parlament proklamiert im Gefolge des Augustputschs in Moskau die Unabhängigkeit Estlands von der Sowjetunion.
- 1998: Operation Infinite Reach: Als Vergeltung für die Bombenanschläge auf die US-Botschaften in Kenia und Tansania greift die US-Luftwaffe überraschend Ziele in Afghanistan und Sudan an. Mit von Kriegsschiffen abgefeuerten Marschflugkörpern wird auch die Asch-Schifa-Arzneimittelfabrik im sudanesischen al-Chartum Bahri zerstört.
- 2018: Greta Thunberg beginnt ihren Schulstreik für das Klima vor dem Schwedischen Reichstag in Stockholm und legt damit den Grundstein für die Schüler- und Studierendenbewegung Fridays for Future.

### Wirtschaft

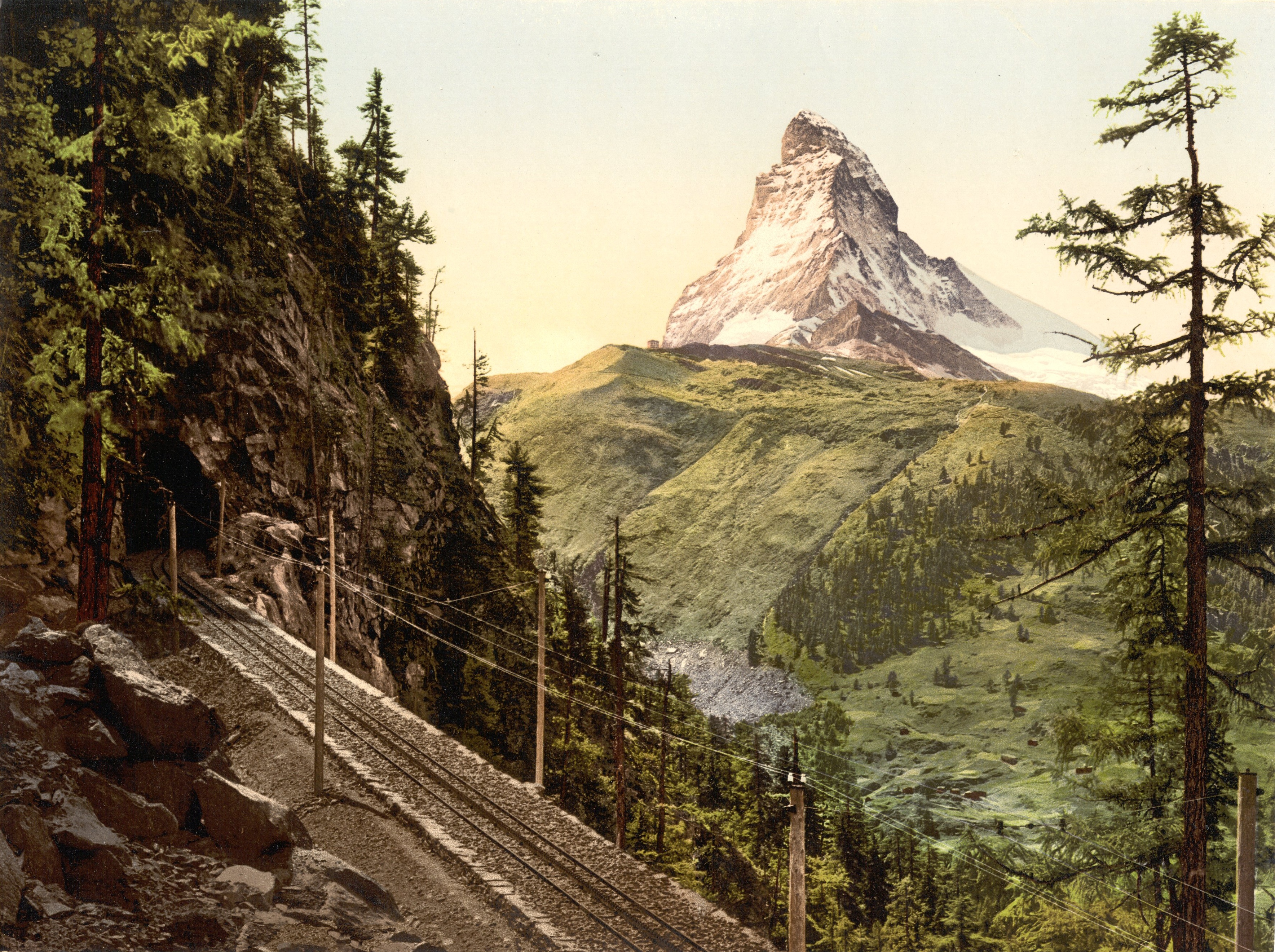
1898: Gornergratbahn mit Matterhorn

- 1866: In Baltimore wird die erste Gewerkschaft in den USA gegründet. Sie propagiert maximal acht Stunden Arbeit pro Tag.
- 1898: Die Gornergratbahn nimmt den Betrieb auf.

### Wissenschaft und Technik
- 1885: Der Astronom Ernst Hartwig beobachtet am estnischen Tartu Observatoorium die Supernova S Andromedae (SN 1885A) im Andromedanebel.
- 1960: Als erste Lebewesen kehren im Rahmen der Sputnik 5-Mission die tags zuvor in das Weltall geschossenen Hunde „Belka“ und „Strelka“ in ihrer Landekapsel wohlbehalten auf sowjetische Erde zurück.
- 1969: Im Rahmen des Projekts Stormfury wird im Hurrikan Debbie nach dem 18. August ein zweites Mal Silberiodid verstreut. Die Intensität des Hurrikans schwächt sich nach dieser „Impfung“ um weitere 18 Prozent ab.

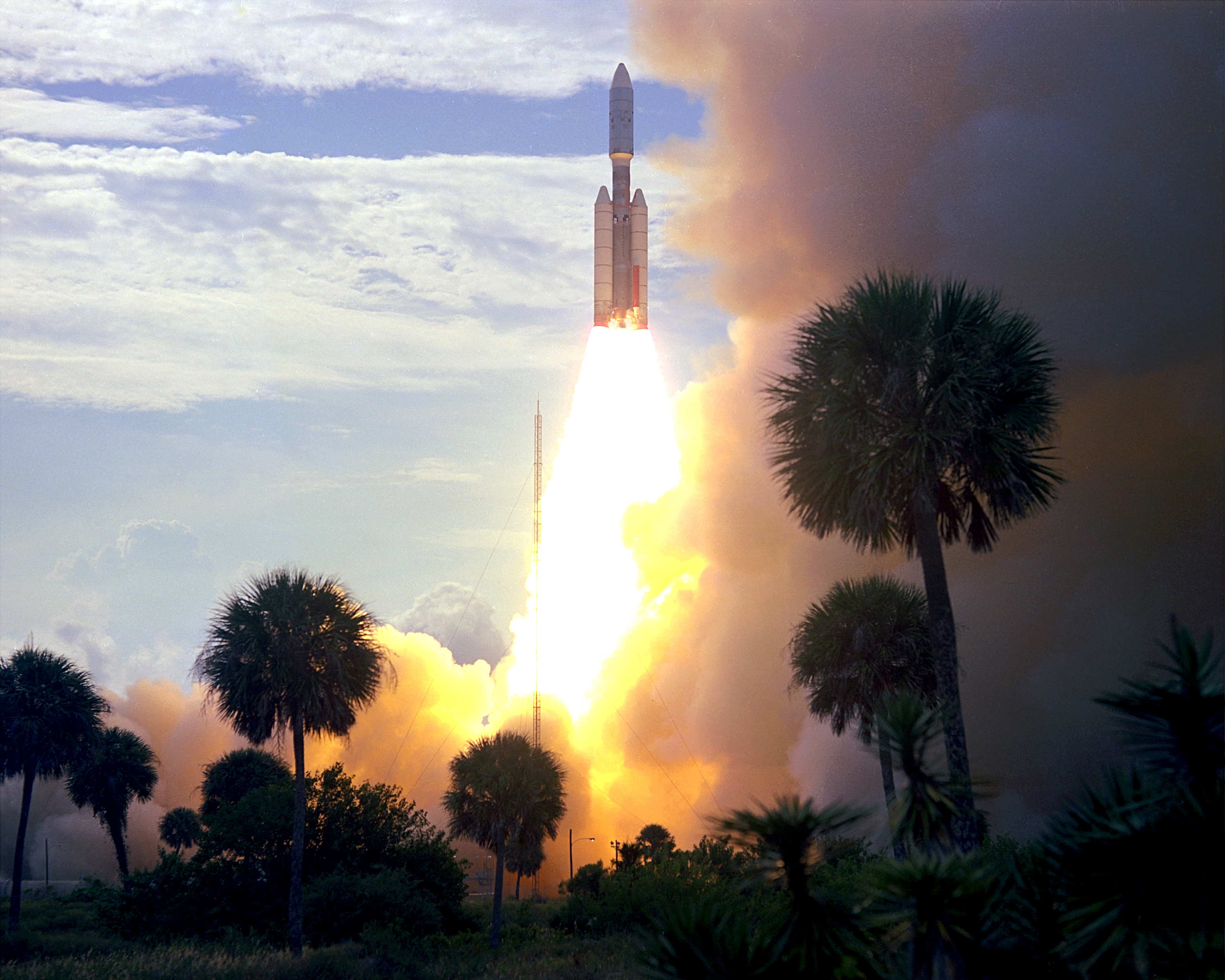
1975: Start von Viking 1

- 1975: Die Raumsonde Viking 1 der NASA startet ihren Forschungsflug zum Mars.
- 1977: Die amerikanische Raumsonde Voyager 2, deren Mission zur Erforschung des äußeren Planetensystems als einer der größten Erfolge der Raumfahrt gilt, startet ihre Reise zu den Planeten Jupiter, Saturn, Uranus und Neptun.

### Kultur
- 1823: Die Tragödie Almansor von Heinrich Heine hat ihre Uraufführung am Nationaltheater Braunschweig in einer Inszenierung von August Klingemann, der in mehrfacher Weise in das Stück eingegriffen hat. Die Aufführung gerät zu einem Fiasko und muss nach tumultartigen Szenen im Zuschauerraum abgebrochen werden. Die misslungene Uraufführung bleibt, soweit bekannt, die einzige Inszenierung des Stückes wie auch überhaupt eines von Heines Dramen.
- 1851: Die Uraufführung der romantischen Oper Aurelia, Herzogin von Bulgarien von Conradin Kreutzer findet in Kassel statt.

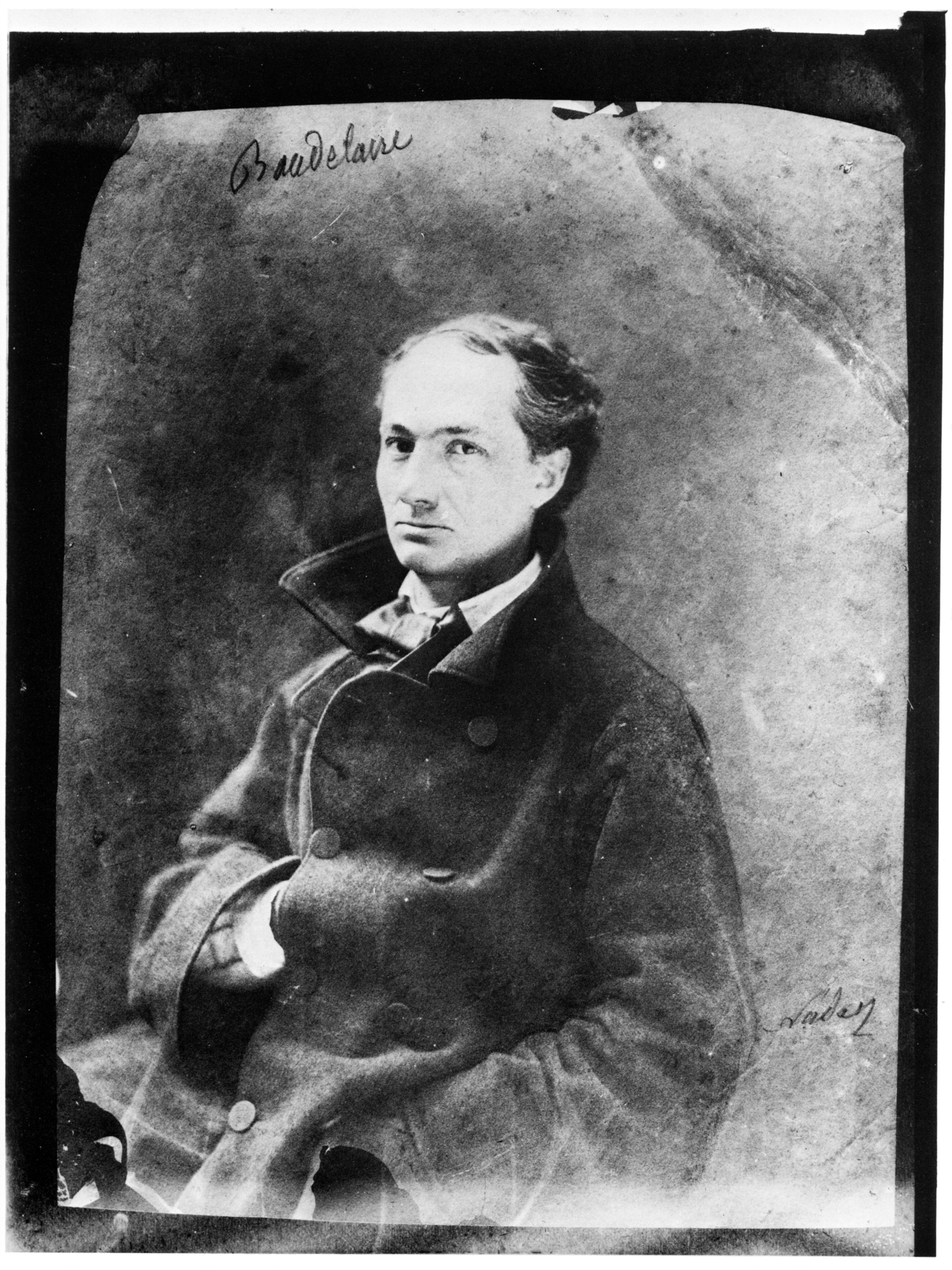
1857: Charles Baudelaire

- 1857: Der französische Dichter Charles Baudelaire wird wegen „Beleidigung der öffentlichen Moral und der guten Sitten“ zu einer Geldstrafe verurteilt.
- 1882: Pjotr Iljitsch Tschaikowskis Ouvertüre 1812, ein Auftragswerk über den Sieg Russlands gegen Napoléon im Vaterländischen Krieg, wird in der Christ-Erlöser-Kathedrale in Moskau uraufgeführt.
- 1929: Die Künstler der Stuttgarter Neuen Sezession eröffnen ihre erste gemeinsame Ausstellung.
- 1972: In Los Angeles findet das Musikfestival Wattstax statt.
- 2002: In Rovereto eröffnet das Museo d’arte moderna e contemporanea di Trento e Rovereto (MART), das unter anderem eine Sammlung futuristischer Kunst beherbergt.

### Gesellschaft
- 1719: Friedrich August II. heiratet Maria Josefa von Österreich in Wien.

### Religion
- 1083: Papst Gregor VII. kanonisiert den ersten ungarischen König Stephan I. und dessen Sohn.
- 1527: Die Augsburger Märtyrersynode beginnt, sie dauert bis zum 24. August.
- 1890: Mit dem Wendelsteinkircherl wird Deutschlands höchstgelegenes Gotteshaus geweiht.

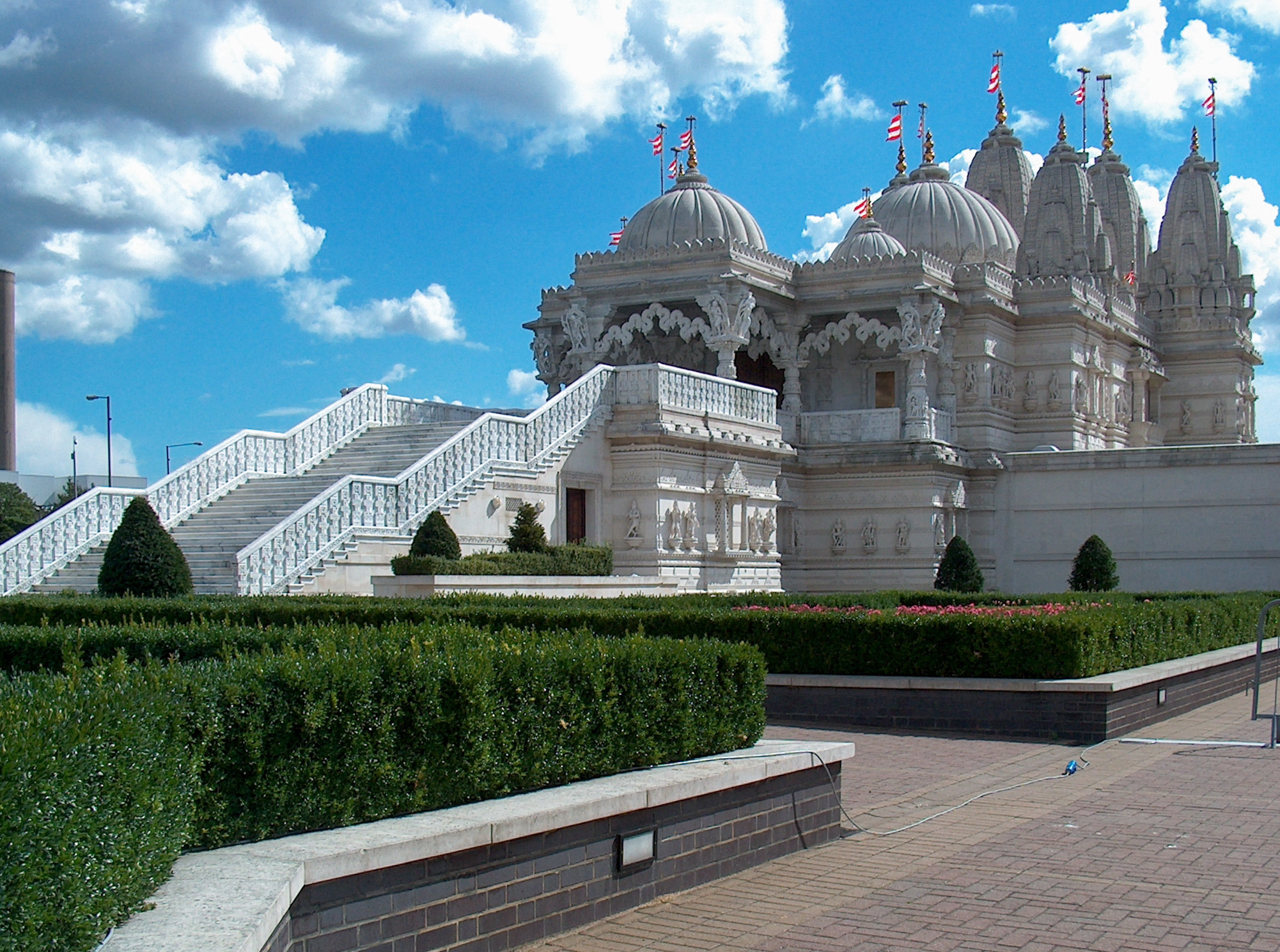
1995: Neasden-Tempel

- 1995: In London wird mit dem Neasden-Tempel der zu diesem Zeitpunkt größte hinduistische Tempel außerhalb Indiens eröffnet.
- 2000: Die Russisch-Orthodoxe Kirche spricht in der Moskauer Christ-Erlöser-Kathedrale Zar Nikolaus II., seine Frau und seine Kinder wegen ihres Märtyrertodes heilig.

### Katastrophen
- 1857: Am Eingang zum Hafen von Sydney zerschellt der britische Klipper Dunbar bei heftigen Winden und starkem Regenfall am felsigen Ufer. Von den 122 Menschen an Bord überlebt nur einer.
- 1868: Beim Eisenbahnunfall von Abergele sterben 33 Menschen in den Trümmern des anschließenden Brandes. Es handelt sich um den zu diesem Zeitpunkt schwersten Eisenbahnunfall in der britischen Geschichte.
- 1988: Ein Erdbeben der Stärke 6,6 in Nepal und Indien fordert ca. 1450 Tote.
- 2008: Beim Absturz des Fluges JK 5022 der Spanair kurz nach dem Start auf dem Flughafen Madrid-Barajas sterben 154 Menschen.

Kleinere Unglücksfälle sind in den Unterartikeln von Katastrophe und in der Liste von Katastrophen aufgeführt.

### Sport
- 1892: Das Stadion Celtic Park in Glasgow wird eröffnet. Im Eröffnungsspiel besiegen die Fußballer des Celtic Glasgow den FC Renton mit 4:3.

1920: NFL-Logo

- 1920: In den USA entsteht die spätere National Football League (NFL) bei einer Versammlung in der Stadt Canton (Ohio); der Verband organisiert American Football.
- 1967: Wormatia Worms spielt als erste deutsche Mannschaft mit Trikotwerbung.
- 1980: Reinhold Messner bezwingt als erster Bergsteiger den Mount Everest im Alleingang und ohne Sauerstoffgerät.
- 2006: Prinzessin Haya von Jordanien eröffnet die Weltreiterspiele in Aachen, die bis zum 3. September dauern werden.

Einträge von Leichtathletik-Weltrekorden befinden sich unter der jeweiligen Disziplin unter Leichtathletik.

## Geboren

### Vor dem 18. Jahrhundert
- 1085: Bolesław III. Schiefmund, Herzog von Polen
- 1377: Schāh Ruch, Timuriden-Fürst
- 1457: Seongjong, 9. König der Joseon-Dynastie in Korea

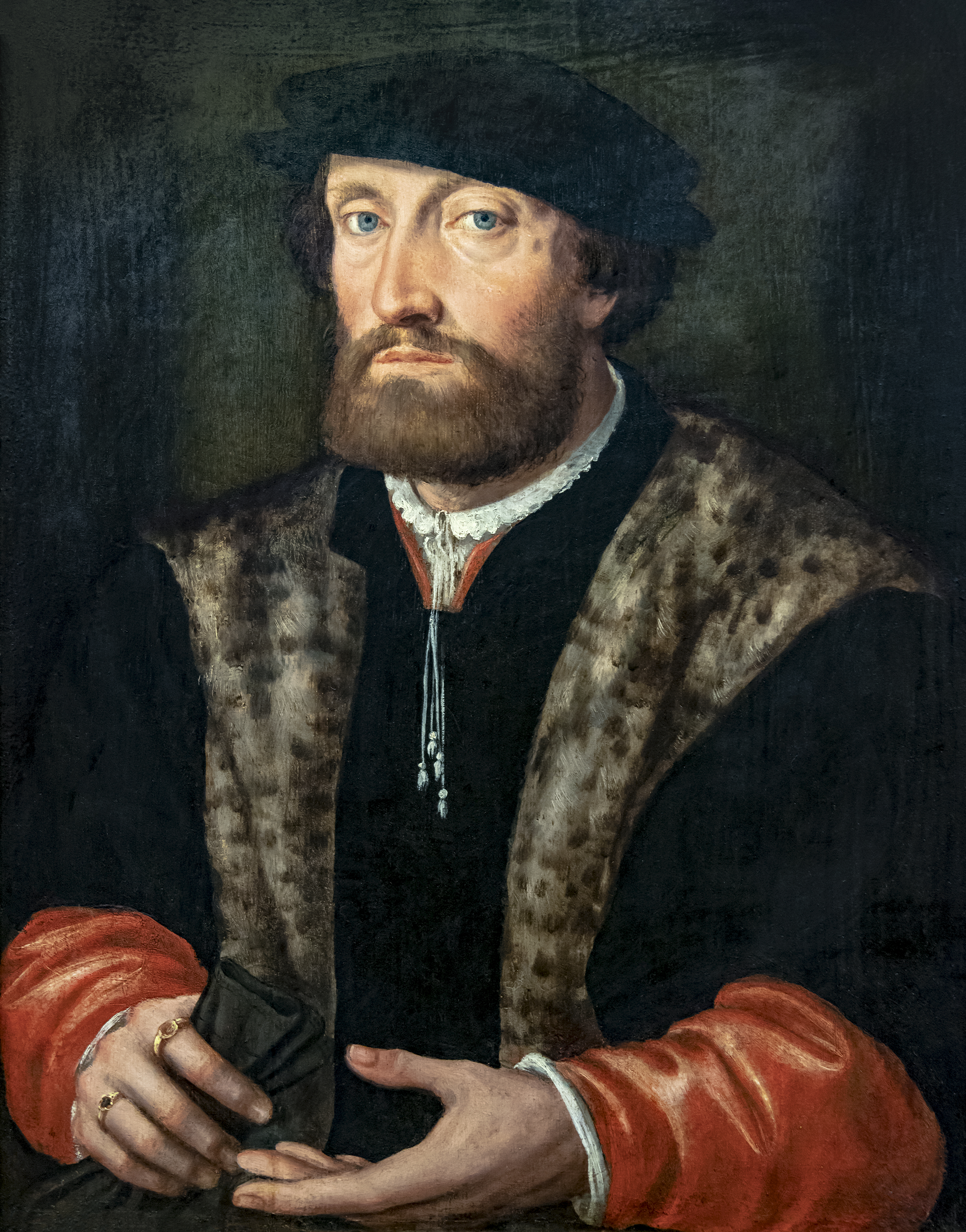
Antoine Perrenot de Granvelle (* 1517)

- 1508: Anna von Nassau-Saarbrücken, Äbtissin des Klosters Herbitzheim
- 1517: Antoine Perrenot de Granvelle, französischer katholischer Erzbischof und Kardinal, Diplomat und Minister
- 1561: Jacopo Peri, italienischer Komponist
- 1571: Charles de Lorraine, duc de Guise, Herzog von Guise
- 1579: Hans Iversen Wandal, dänischer lutherischer Theologe und Bischof
- 1590: Reinhard Scheffer der Jüngste, deutscher Jurist, Diplomat und Staatsmann
- 1613: Sophie Elisabeth zu Mecklenburg, deutsche Komponistin
- 1625: Thomas Corneille, französischer Dramatiker
- 1640: Johann Heinrich Hävecker, deutscher Theologe und Histograph
- 1661: Gregor Waltmann, deutscher Geistlicher und Autor
- 1663: Ferdinand Joseph von Hörwarth, Hofmarksherr in Hohenburg
- 1664: Johann Pálffy, kaiserlicher Feldmarschall und Palatin von Ungarn
- 1674: Christian Karl von Schleswig-Holstein-Sonderburg-Plön-Norburg, brandenburg-preußischer Offizier
- 1694: Christiane Charlotte von Württemberg-Winnental, Markgräfin und Regentin des Fürstentums Ansbach
- 1694: Johann Georg Geret, deutscher evangelischer Theologe und Pädagoge
- 1695: Marie Louise Élisabeth d’Orléans, Tochter von Philipp II. von Orléans
- 1696: Josias I., Graf von Waldeck-Bergheim

### 18. Jahrhundert

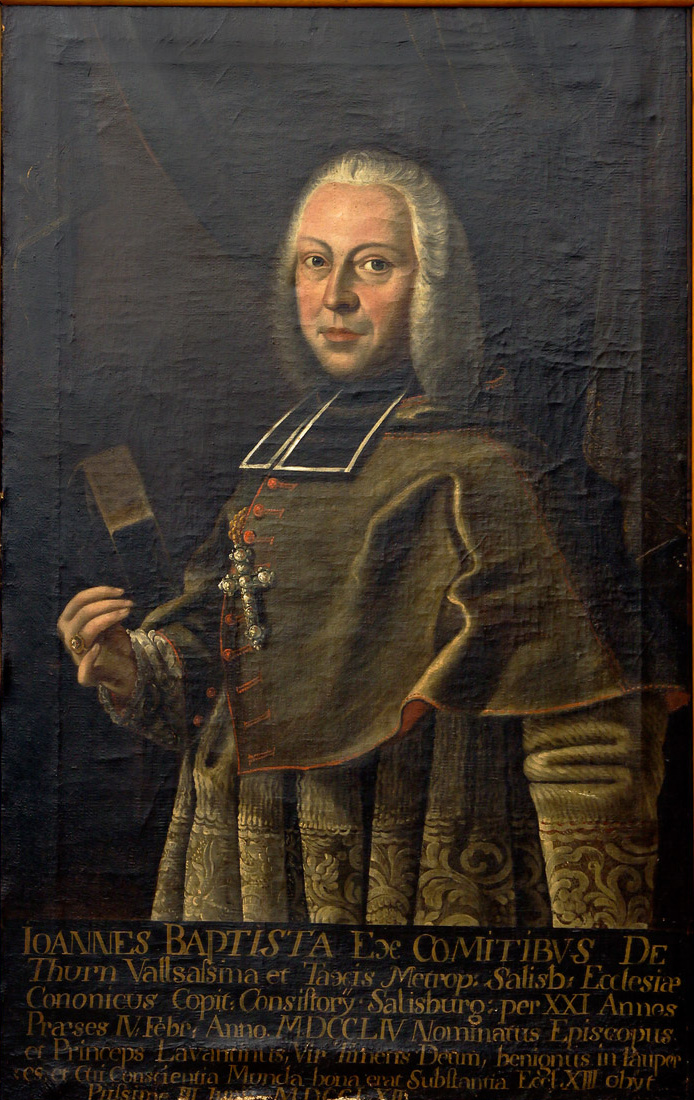
Johann Baptist von Thurn und Taxis (* 1706)

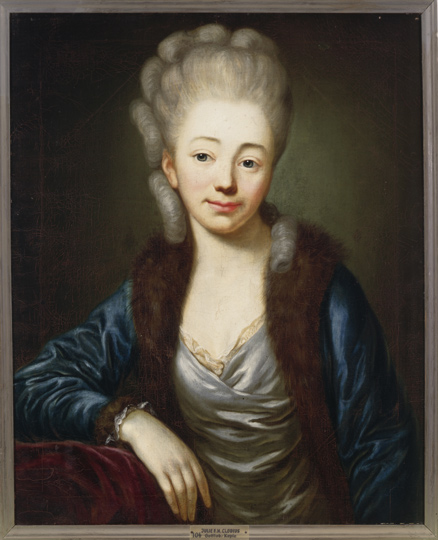
Julie Clodius (* 1750)

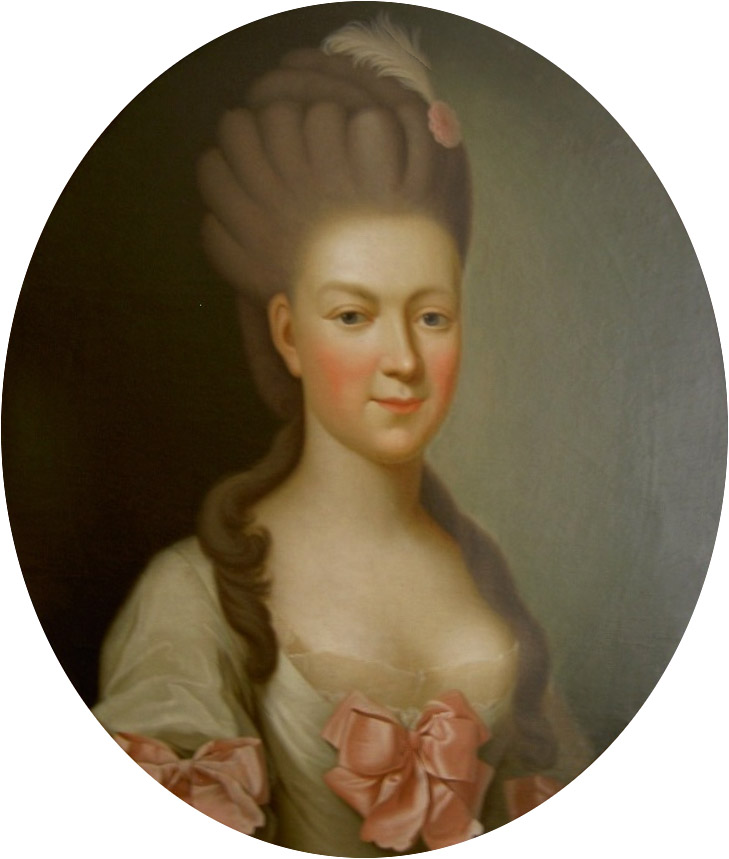
Friederike Caroline Luise von Hessen-Darmstadt (* 1752)

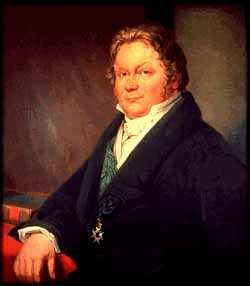
Jöns Jakob Berzelius (* 1779)

- 1706: Johann Baptist von Thurn und Taxis, Reichsgraf und Bischof von Lavant
- 1710: Samuel Locke, deutscher Baumeister
- 1710: Thomas Simpson, britischer Mathematiker
- 1719: Charles-François de Broglie, französischer Diplomat
- 1719: Christian Mayer, deutscher Experimentalphysiker, Astronom, Geodät, Kartograph und Meteorologe
- 1727: Johann Joseph Gaßner, deutsch-österreichischer Exorzist und Wunderheiler
- 1741: Vincenzo Brenna, italienisch-russischer Architekt und Maler
- 1742: Christian Gottlieb Geyser, deutscher Maler und Kupferstecher
- 1742: Tadeusz Reytan, Mitglied des polnischen Sejm
- 1744: Michelangelo Luchi, italienischer Geistlicher, Kardinal
- 1744: Christian Friedrich Richter, deutscher Mediziner
- 1744: Karl Christian Tittmann, deutscher evangelischer Theologe
- 1745: Francis Asbury, US-amerikanischer Bischof
- 1750: Julie Clodius, deutsche Schriftstellerin
- 1752: Friederike Caroline Luise von Hessen-Darmstadt, Tochter von Georg Wilhelm von Hessen Darmstadt
- 1752: Peter Ochs, Schweizer Politiker
- 1753: Philipp Jacob Piderit, deutscher Mediziner
- 1761: Joseph von Braganza, Infant von Portugal
- 1762: Elisabeth von Matt, österreichische Astronomin und Geodätin
- 1767: Johann Adolf Engels, deutscher Unternehmer
- 1772: Ferdinand Bernhard Vietz, österreichischer Mediziner und Botaniker
- 1775: Franz Dinnendahl, Konstrukteur der ersten Dampfmaschine im Ruhrgebiet
- 1777: Franz I., König von Sizilien und Neapel
- 1778: Bernardo O’Higgins, chilenischer Unabhängigkeitskämpfer, erstes Staatsoberhaupt
- 1779: Jöns Jakob Berzelius, schwedischer Chemiker, gilt als Vater der modernen Chemie
- 1786: José Joaquín Prieto Vial, chilenischer Unabhängigkeitskämpfer, Staatspräsident
- 1792: Alfred Gustav Friedrich von Domhardt, preußischer Gutsbesitzer
- 1792: Jakob Ignaz Hittorff, französischer Architekt
- 1796: Wenzel Babinsky, böhmischer Räuber
- 1796: Armand-Jacques-Achille Leroy de Saint-Arnaud, französischer General und Staatsmann
- 1798: Paul Wilhelm Eduard Sprenger, österreichischer Architekt
- 1799: Heinrich von Gagern, liberaler deutscher Politiker im Zeitalter des Vormärz und der Märzrevolution
- 1800: Bernhard Heine, deutscher Instrumentenmacher und Orthopäde

### 19. Jahrhundert

#### 1801–1850
- 1801: Arcisse de Caumont, französischer Geologe, Archäologe, Kunsthistoriker und Historiker
- 1801: Wilhelm Hermann Cläpius, deutscher Sänger, Schauspieler, Komponist, Übersetzer und Musikpädagoge
- 1801: Eduard von Kausler, deutscher Archivar, Historiker, Germanist und Romanist
- 1802: Heinrich Bernhard von Andlaw-Birseck, badischer Politiker und Katholikenführer

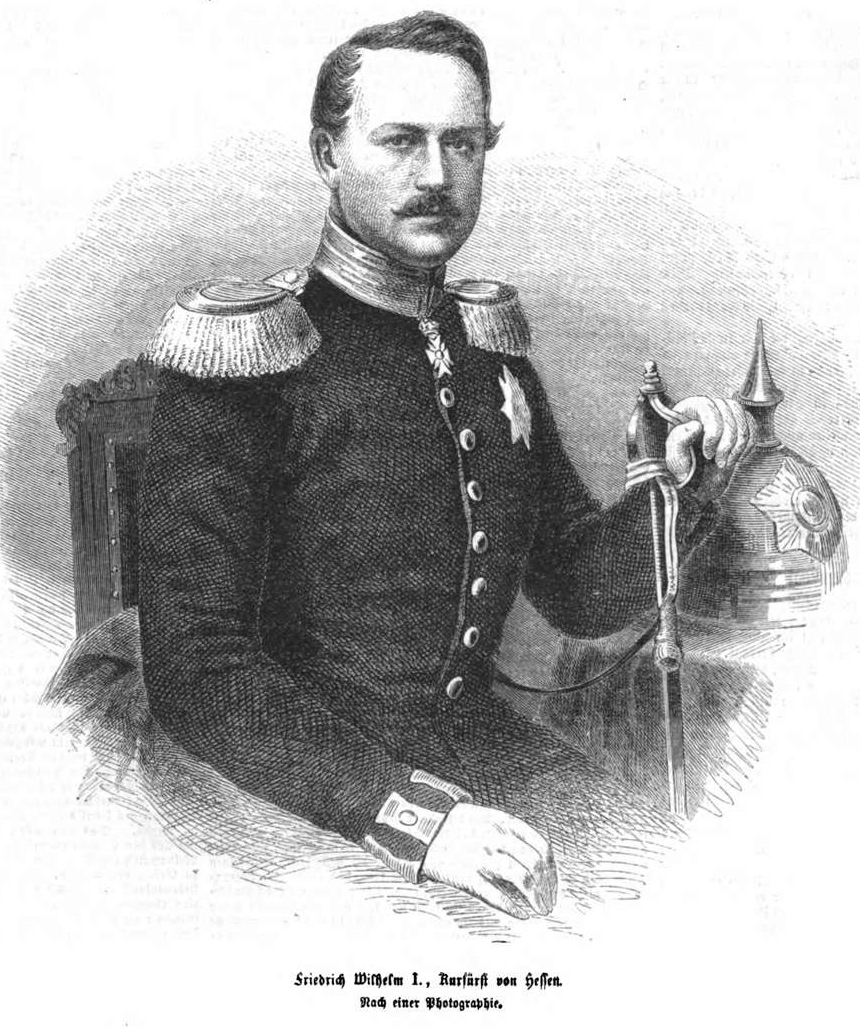
Friedrich Wilhelm I. (* 1802)

- 1802: Friedrich Wilhelm I., letzter Kurfürst und souveräner Landgraf von Hessen-Kassel
- 1803: Johann Joseph Heister, deutscher Jurist und Politiker
- 1803: Bernhard Josef Hilgers, deutscher Theologe
- 1803: August Anton Wöhler, deutscher Tierarzt, Agrarwissenschaftler und Pädagoge
- 1804: Karl Theodor Oelrichs, deutscher Jurist, Autor und Sportfunktionär
- 1805: Peter Felix Brock, russischer Staatsmann, Finanzminister und aktiver Geheimrat
- 1805: Charles-Paulin-Roger Saubert de Larcy, französischer Staatsmann
- 1806: Leopold Bornitz, deutscher Arzt und Schriftsteller
- 1806: Jacob Rosenberg, deutscher Rabbiner
- 1807: Ludwig von Heydwolff, preußischer Oberstleutnant
- 1807: Narcisso Virgilio Díaz de la Peña, französischer Maler
- 1807: Caroline Wiseneder, deutsche Komponistin, Chorleiterin und Pädagogin
- 1808: Franz Pichler, österreichischer Buchdrucker, Buchhändler und Verleger
- 1808: Carl August Wulff, deutscher Kaufmann
- 1809: Karl von Strachwitz, preußischer Generalmajor
- 1810: David Gruby, ungarisch-österreichischer Pathologe und Mykologe
- 1810: Franz von Krane-Matena, preußischer Generalmajor
- 1810: August Ludwig von Rochau, deutscher Publizist und Politiker
- 1811: Auguste Casimir-Perier, französischer Diplomat und Staatsmann
- 1811: Ludwig von Fautz, Vizeadmiral und Kommandant der Österreichischen Kriegsmarine
- 1811: Johann Josef Jacob, sächsischer Tierarzt
- 1812: Green Adams, US-amerikanischer Politiker, Mitglied des Repräsentantenhauses
- 1813: Henri Amat, französischer Politiker
- 1813: Emil Keßler, deutscher Unternehmer
- 1814: Raffaele Piria, italienischer Arzt und Chemiker
- 1817: Cölestin Josef Ganglbauer, österreichischer Geistlicher, Erzbischof von Wien, Kardinal
- 1818: John Ball, irischer Politiker
- 1819: Hermann Rollett, österreichischer Dichter, Kunstschriftsteller und Heimatforscher
- 1823: Carl Adler, deutscher Jurist und Politiker, MdL
- 1824: Horst Lommer, deutscher Jurist
- 1825: Amor De Cosmos, kanadischer Politiker und Journalist, Premierminister von British Columbia
- 1827: Charles De Coster, belgischer Schriftsteller
- 1827: Jules Duprato, französischer Komponist

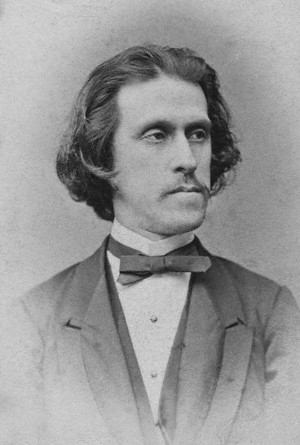
Josef Strauss (* 1827)

- 1827: Josef Strauss, österreichischer Komponist und Dirigent
- 1831: Eduard Suess, österreichischer Geologe und Politiker, LAbg
- 1833: Benjamin Harrison, US-amerikanischer Politiker, Senator, Staatspräsident
- 1840: Wilhelm Lehmann, deutscher Auswanderer, Kolonist und Städtegründer
- 1842: Franz Gustav Arndt, deutscher Landschafts- und Genremaler
- 1842: Christoph Wilhelm Otto Hubbe, Magdeburger Unternehmer und Königlicher Geheimer Kommerzienrat
- 1843: Nicolò Marini, Kardinal der römisch-katholischen Kirche

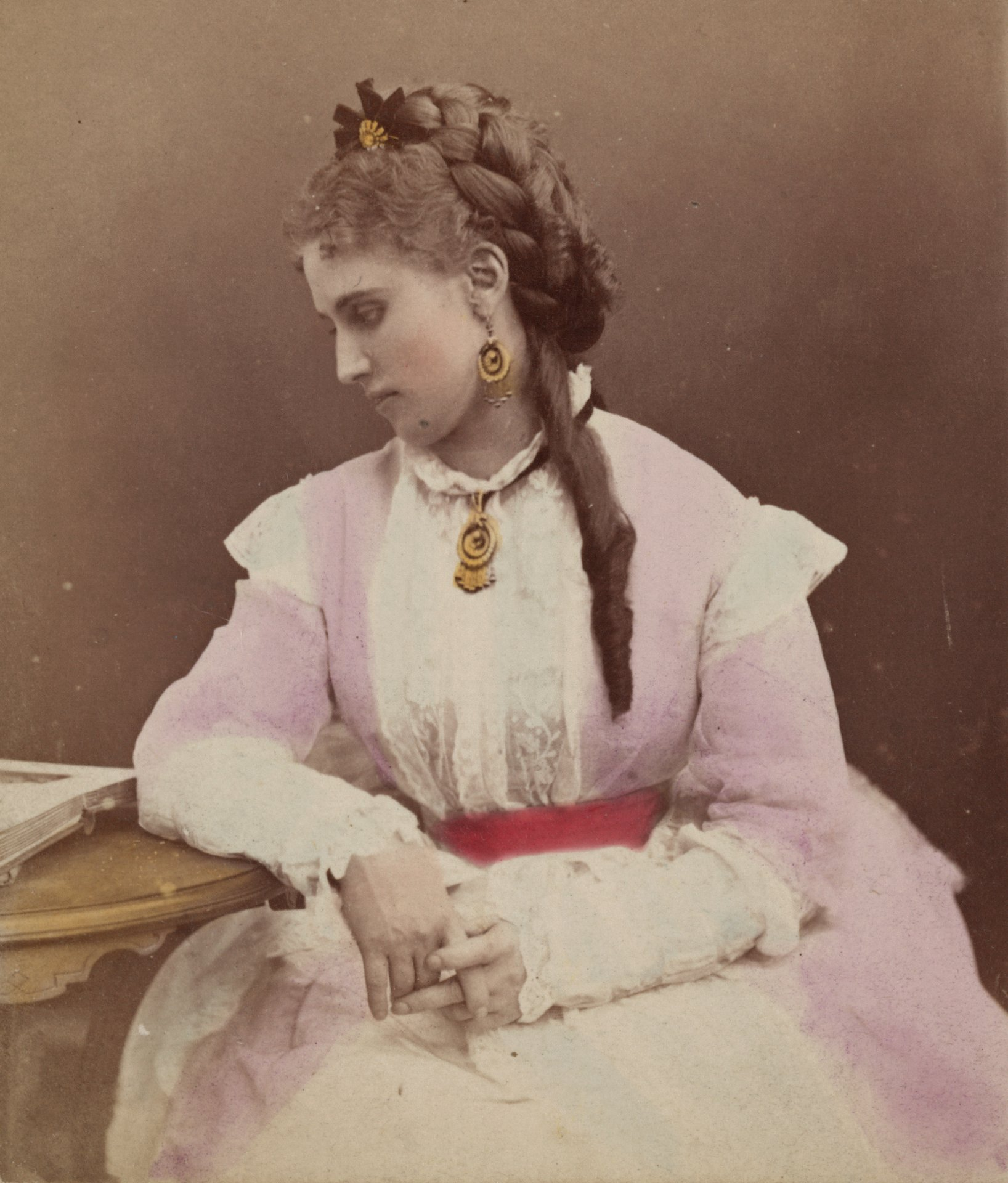
Christine Nilsson (* 1843)

- 1843: Christine Nilsson, schwedische Opernsängerin
- 1844: Mutsu Munemitsu, japanischer Politiker, Minister
- 1845: Friedrich Abraham Stock, Schweizer Mediziner und Politiker, Nationalrat
- 1847: Bolesław Prus, polnischer Schriftsteller und Publizist
- 1849: Joseph Aubert, französischer Maler
- 1850: Percy Shelley Anneke, US-amerikanischer Unternehmer deutscher Abstammung

#### 1851–1900
- 1851: Abraham Berge, norwegischer Politiker
- 1853ː Adelheid Page-Schwerzmann, Schweizer Philanthropin und Mäzenin
- 1854: Paul Schlenther, deutscher Theaterkritiker, Schriftsteller und Theaterdirektor Paul Schlenther (* 1854)

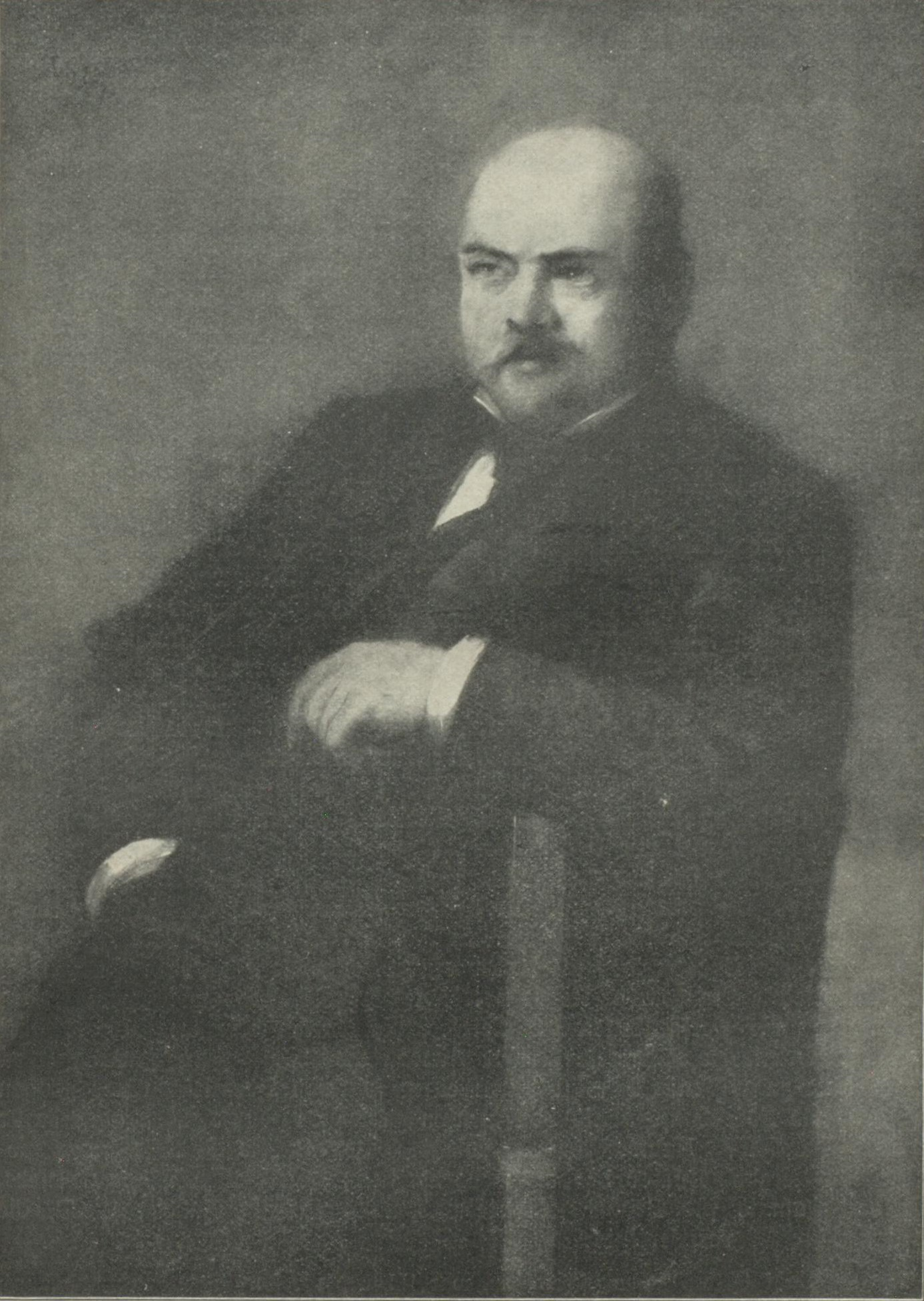
Paul Schlenther (* 1854)

- 1856: Jakub Bart-Ćišinski, sorbischer Dichter
- 1858: Fritz Skowronnek, deutscher Journalist und Schriftsteller
- 1859: Julius Brück, ungarischer Musikpädagoge und Komponist
- 1860: Raymond Poincaré, französischer Staatsmann
- 1860: Robert Weintraud, deutscher Unternehmer und Firmengründer der Rowenta-Werke
- 1861: Reinhard Brauns, deutscher Mineraloge
- 1862: Jesse Carleton, US-amerikanischer Golfer
- 1862: Paul Stäckel, deutscher Mathematiker
- 1864: Ion I. C. Brătianu, rumänischer Politiker und Ministerpräsident
- 1864: Karl Fritz, deutscher Erzbischof von Freiburg im Breisgau
- 1866: Eduard Philipp Arnold, deutscher Architekt, Dozent und Autor
- 1867: Kōda Rohan, japanischer Schriftsteller
- 1867: Richard Reinhard Emil Schorr, deutscher Astronom
- 1868: Luigi Forino, italienischer Cellist und Musikpädagoge
- 1868: Ellen Roosevelt, US-amerikanische Tennisspielerin Ellen Roosevelt (* 1868)

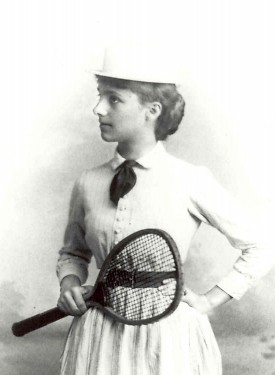
Ellen Roosevelt (* 1868)

- 1869: Franz Bölsche, deutscher Musiker und Komponist
- 1870: Rudolf Grauer, österreichischer Afrikaforscher
- 1872: Henry Ernest Atkins, englischer Schachspieler
- 1872: Georg Davidsohn, deutscher Politiker und Journalist
- 1873: Eliel Saarinen, finnischer Architekt
- 1873: Eugen Schmalenbach, deutscher Wirtschaftswissenschaftler
- 1874ː Violet Schiff, britische Kunst- und Literaturmäzenin
- 1876: Joaquín Samuel de Anchorena, argentinischer Anwalt und Politiker
- 1876ː Bertha Antonia Wallner, deutsche Musikwissenschaftlerin
- 1877: Franz Langoth, österreichischer Politiker
- 1877: Jan Zwart, niederländischer Organist und Komponist
- 1878: Karl Birnbaum, deutscher Psychiater und Neurologe
- 1878: Jakub Deml, tschechischer Priester, Dichter und Schriftsteller
- 1881: Aleksander Hellat, estnischer Jurist und Diplomat
- 1881: Kurt Zoege von Manteuffel, deutscher Kunsthistoriker
- 1881: Rosa Manus, niederländische Feministin, Opfer der Shoah Rosa Manus (* 1881)

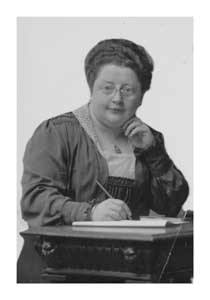
Rosa Manus (* 1881)

- 1882: Ricardo Joaquín Alfaro Jované, 15. Staatspräsident von Panama
- 1883: Robert Lehr, deutscher Politiker, MdB, Bundesinnenminister
- 1883: Sergio Tofano, italienischer Comiczeichner, Schriftsteller, Regisseur, Schauspieler und Maskenbildner
- 1884: Rudolf Bultmann, deutscher evangelischer Theologe
- 1884: Forrest C. Donnell, US-amerikanischer Politiker
- 1885: Hella-Hilde Heinemann, deutsch-amerikanische Fotografin, Malerin und Bildhauerin
- 1885: Walter Rohrbeck, deutscher Hochschullehrer
- 1886: István Abonyi, ungarischer Schachspieler und Schachfunktionär
- 1886: Paul Tillich, deutsch-US-amerikanischer evangelischer Theologe
- 1887: Otto Gleichmann, deutscher Expressionist
- 1888: Higuchi Kiichirō, japanischer Generalleutnant
- 1889: Wilhelm Flitner, deutscher Philosoph und Pädagoge
- 1889: Fritz Wartenweiler, Schweizer Schriftsteller
- 1890: Cees ten Cate, niederländischer Fußballspieler
- 1890: H. P. Lovecraft, US-amerikanischer Schriftsteller H. P. Lovecraft (* 1890)

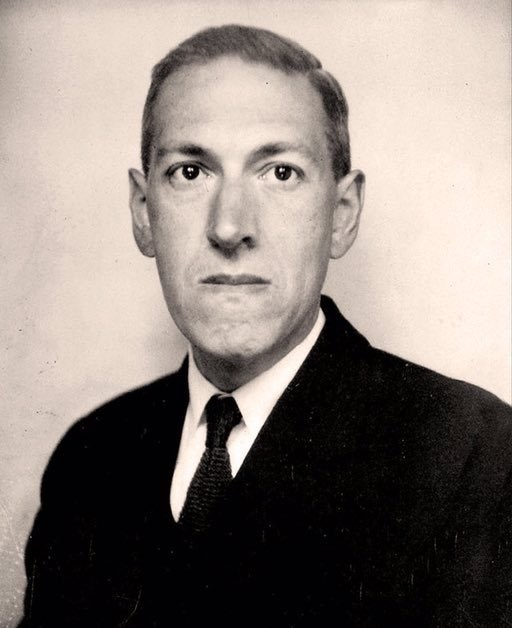
H. P. Lovecraft (* 1890)

- 1891: Kanaguri Shisō, japanischer Marathonläufer
- 1891: Otto Uhlmann, Schweizer Komponist und Dirigent
- 1892: George Aiken, US-amerikanischer Politiker
- 1892: Marcel Delabarre, französischer Automobilrennfahrer
- 1893ː Lotte Cohn, israelische Architektin
- 1894ː Lux Guyer, Schweizer Architektin
- 1894: Josef Straßberger, deutscher Gewichtheber, Olympiasieger
- 1895: Käthe Leichter, österreichische Gewerkschafterin und Autorin sozialpolitischer Werke, Opfer der Shoah
- 1895: Eberhard Baier, deutscher General
- 1897: Foreman Phillips, US-amerikanischer Country-Moderator und Veranstalter
- 1898: Leopold Infeld, polnischer theoretischer Physiker
- 1898: Vilhelm Moberg, schwedischer Schriftsteller
- 1898: Julius Schaub, deutscher NS-Funktionär, langjähriger persönlicher Chefadjutant von Adolf Hitler
- 1898: Elisabeth Treskow, deutsche Goldschmiedin und Kunstprofessorin
- 1899: Hanns Lilje, deutscher Theologe, Kunsthistoriker und Landesbischof
- 1900: Rita Montaner, kubanische Sängerin und Schauspielerin
- 1900: Manfred Roeder, deutscher Militärrichter zur Zeit des Nationalsozialismus

### 20. Jahrhundert

#### 1901–1925
- 1901: Armin Dadieu, österreichischer Chemiker und Raketenexperte

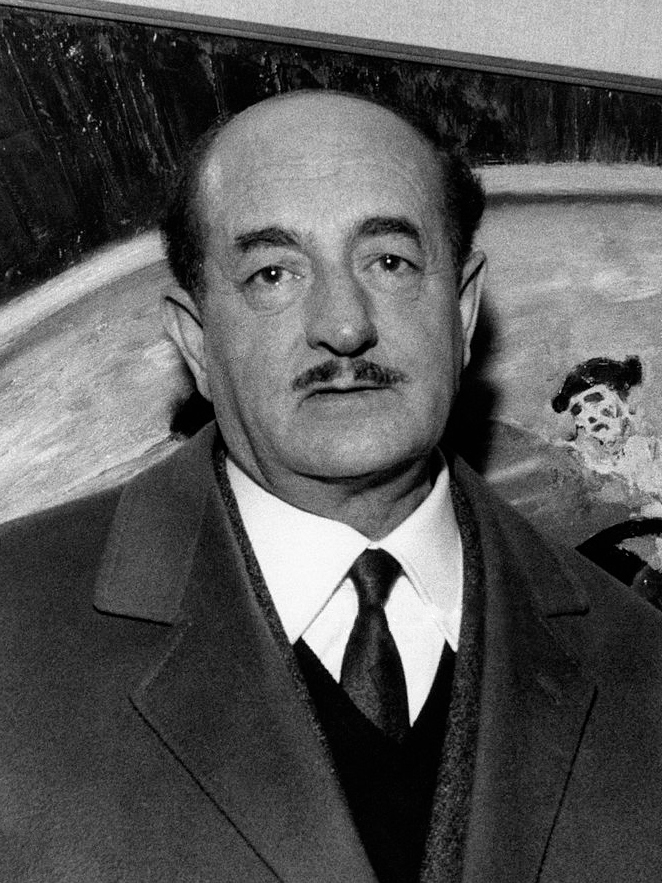
Salvatore Quasimodo (* 1901)

- 1901: Salvatore Quasimodo, italienischer Lyriker und Kritiker
- 1902: André Galoisy, französischer Automobilrennfahrer
- 1904: Ernst Hofmann, deutscher katholischer Pfarrer und Lieddichter
- 1904: Martin Schwantes, deutscher Kommunist und Widerstandskämpfer
- 1904ː Judikje Simons, niederländische Turnerin, Holocaust-Opfer
- 1905: Jean Gebser, deutsch-schweizerischer Bewusstseinsforscher
- 1905: Clemens Graf von Podewils, deutscher Journalist und Schriftsteller
- 1905: Jack Teagarden, US-amerikanischer Musiker
- 1906: Hans Aumeier, deutscher SS-Angehöriger, KZ-Kommandant, Kriegsverbrecher
- 1906: Ludwig Hoffmeister, Staatskommissar von Hannover
- 1907: Rosa Book, austroamerikanische Opernsängerin
- 1908: Guglielmo Carubbi, italienischer Ruderer
- 1908: Beattie Feathers, US-amerikanischer American-Football-Spieler und -Trainer
- 1908: Al Lopez, US-amerikanischer Baseballspieler und -manager
- 1908: Alfrēds Videnieks, lettischer bzw. sowjetischer Schauspieler
- 1909: André Morell, britischer Schauspieler

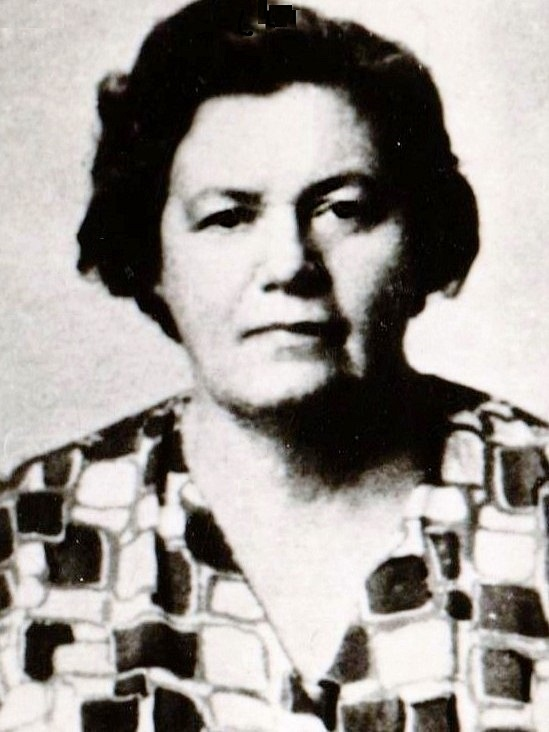
Olga Rubzowa (* 1909)

- 1909: Olga Nikolajewna Rubzowa, russische Schachspielerin
- 1910: Eero Saarinen, finnischer Architekt und Designer
- 1910: Gerhard Kroll, deutscher Politiker
- 1911: Jean-Jacques Deyrolle, französischer Maler und Grafiker
- 1911: Helmut Welz, deutscher Offizier
- 1912: František Fajtl, tschechischer Pilot
- 1913: Karl Heinz Robrahn, katholischer Lyriker
- 1913: Roger Sperry, US-amerikanischer Neurobiologe
- 1915: Hans Quest, deutscher Schauspieler
- 1916: Paul Felix Schmidt, deutschbaltischer Schachmeister

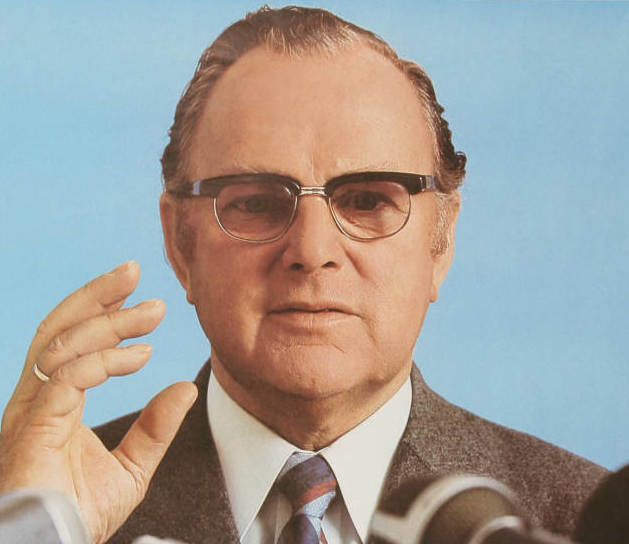
Richard Stücklen (* 1916)

- 1916: Richard Stücklen, deutscher Politiker, MdB, Bundesminister, Bundestagspräsident
- 1918: Luise Herklotz, deutsche Politikerin
- 1919: Horst Scharfenberg, deutscher Fernsehkoch, Journalist, Produzent und Autor
- 1920: Lisa Dräger, Lübecker Mäzenin
- 1920: Vincentas Sladkevičius, Erzbischof von Kaunas und Kardinal
- 1921: Leonid Wiktorowitsch Afanassjew, sowjetischer Komponist
- 1921: Jürgen Kieser, deutscher Comic-Zeichner, Werbegrafiker und Karikaturist
- 1922: Alexander Malachovsky, deutschsprachiger Schauspieler, Hörspielregisseur und -Sprecher
- 1922: Frans de Munck, niederländischer Fußballspieler
- 1923: Tom Apostol, US-amerikanischer Mathematiker
- 1923: Jim Reeves, US-amerikanischer Country-Sänger
- 1924: Ernst Breit, deutscher Politiker, Vorsitzender des Deutschen Gewerkschaftsbunds
- 1924: Friedrich Karl von Eggeling, deutscher Forstrat, Naturschützer und Schriftsteller

#### 1926–1950

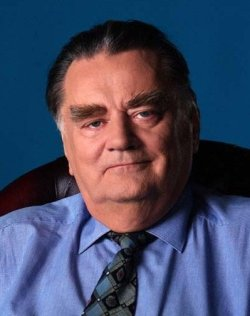
Jan Olszewski (* 1930)

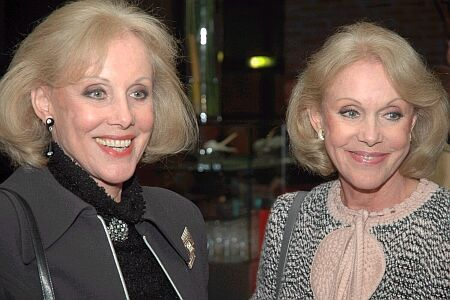
Alice und Ellen Kessler (* 1936)

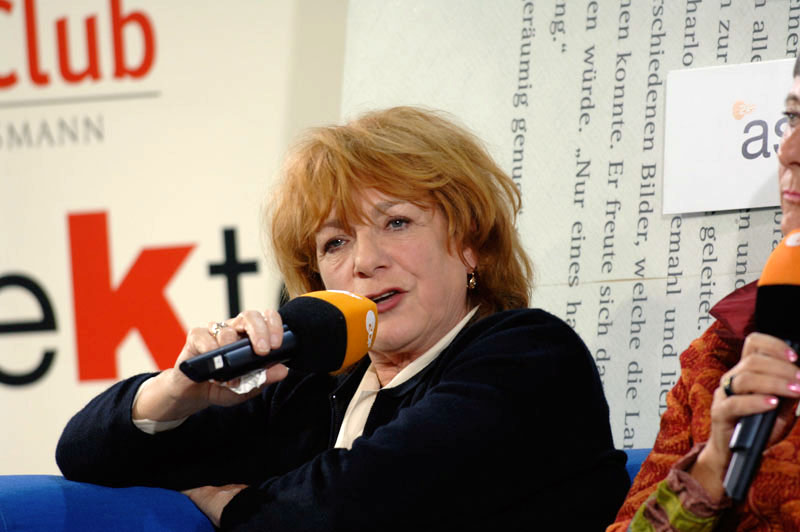
Hannelore Hoger (* 1941)

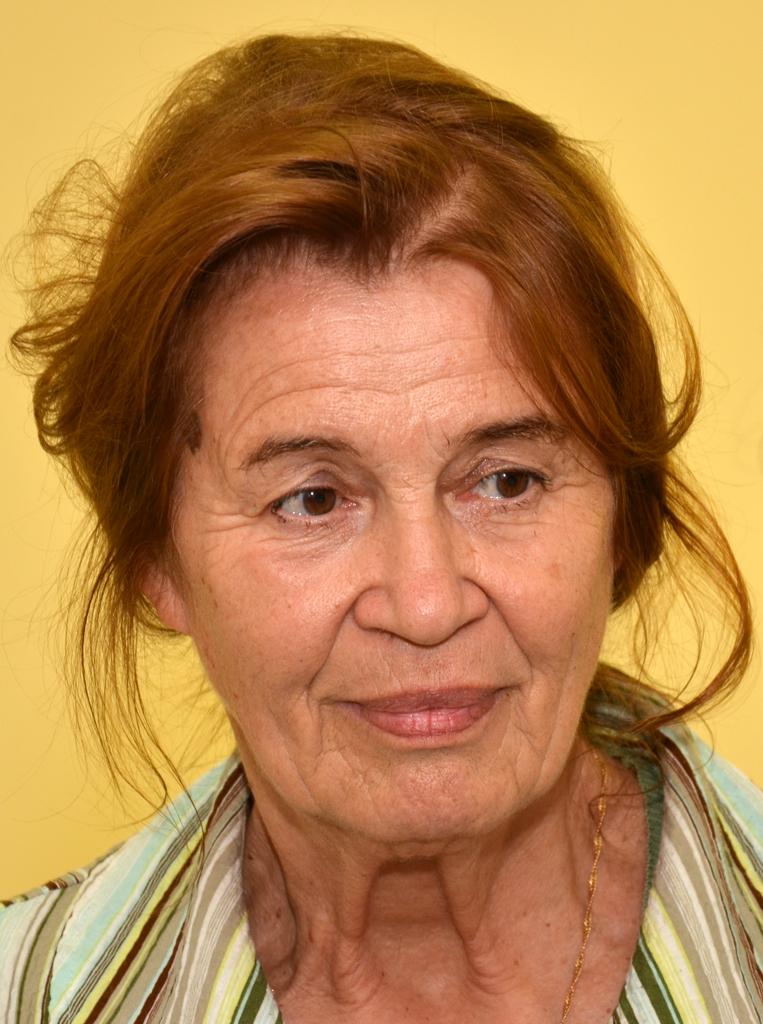
Sylvie Richterová (* 1945)

- 1926ː Inger Augusta Exner, dänische Architektin
- 1927: Anne Edwards, US-amerikanische Schriftstellerin
- 1928: Siegfried Böhm, deutscher Politiker, Minister der Finanzen der DDR
- 1928: Günter P. Fehring, deutscher Archäologe
- 1928: Buddy Van Horn, US-amerikanischer Stuntman und Filmregisseur
- 1929: Gerda Antti, schwedische Schriftstellerin
- 1929: Rafael Tschimischkjan, sowjetischer Gewichtheber
- 1930: Mario Bernardi, kanadischer Dirigent und Pianist
- 1930: Jan Olszewski, polnischer Politiker
- 1931: Bernd Becher, deutscher Fotograf
- 1931: Alain Goraguer, französischer Jazzpianist, Arrangeur und Komponist
- 1932: Wassili Pawlowitsch Aksjonow, russischer Schriftsteller
- 1932: Bogdan Povh, slowenisch-deutscher Physiker
- 1933: Isabel Avellán, argentinische Leichtathletin
- 1933: Max Landgraf, deutscher Fußballspieler
- 1934: Arno Surminski, deutscher Schriftsteller
- 1934: Ernst-Jürgen Dreyer, deutscher Schriftsteller, Dramatiker und Übersetzer
- 1934: Frieda Grafe, deutsche Filmkritikerin, Filmessayistin und Übersetzerin
- 1935: Manfred Regitz, deutscher Chemiker
- 1935: Martin Schleker, deutscher Schauspieler, Theaterregisseur und Schriftsteller
- 1935: Justin Tubb, US-amerikanischer Country-Musiker

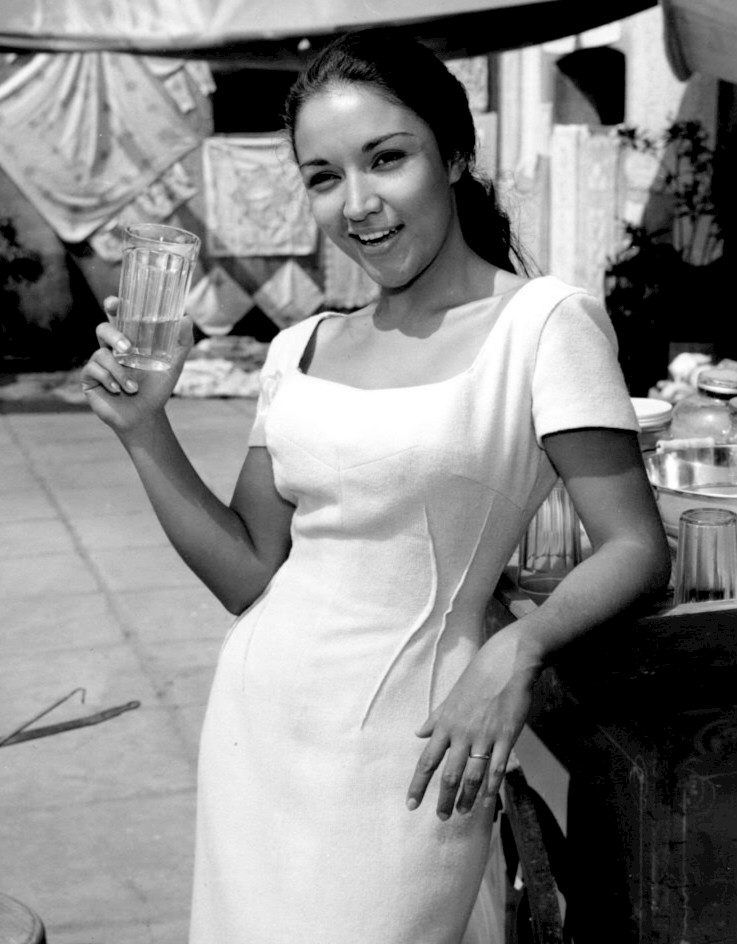
Míriam Colón (* 1936)

- 1936: Míriam Colón, US-amerikanische Schauspielerin
- 1936: Alice und Ellen Kessler, deutsche Entertainerinnen
- 1936: Bernhard Wessel, deutscher Fußballspieler
- 1937: Andrei Sergejewitsch Michalkow-Kontschalowski russischer Regisseur
- 1937: Georg Thoma, deutscher Skispringer
- 1937: Jean-Louis Petit, französischer Dirigent, Komponist, Pianist und Organist
- 1937: Walter Eykmann, deutscher CSU-Politiker
- 1938: Luitgard Camerer, deutsche Bibliothekarin und ehemaliger Direktorin der Stadtbibliothek Braunschweig
- 1938: Anne Cameron, kanadische Schriftstellerin und Drehbuchautorin
- 1938: Jean-Loup Chrétien, französischer Raumfahrer
- 1939: Fernando Poe Jr., philippinischer Schauspieler,

Präsidentschaftskandidat
- 1939: Bärbel Sothmann, deutsche Politikerin
- 1940: Gary Collins, US-amerikanischer American-Football-Spieler
- 1940: Gisaburō Sugii, japanischer Regisseur und Drehbuchautor
- 1941: Hannelore Hoger, deutsche Schauspielerin und Theaterregisseurin

Slobodan Milošević (* 1941)

- 1941: Slobodan Milošević, jugoslawischer und serbischer Politiker, Präsident von Jugoslawien und Serbien
- 1941: Lalli Partinen, finnischer Eishockeyspieler
- 1942: Denis Dayan, französischer Automobilrennfahrer
- 1942: Isaac Hayes, US-amerikanischer Soulmusiker und Komponist
- 1942: Bernd Kannenberg, deutscher Leichtathlet
- 1943: Jorge Arriagada, chilenischer Komponist
- 1943: Erwin Knäpper, deutscher Politiker
- 1943: Jiggs Whigham, US-amerikanischer Jazz-Posaunist und Bandleader
- 1944: Rajiv Gandhi, indischer Politiker
- 1944: Rudolf Thanner, deutscher Eishockeyspieler
- 1944: Oda Wischmeyer, deutsche evangelische Theologin
- 1945: Jürgen Heinrich, deutscher Schauspieler
- 1945: Sylvie Richterová, tschechische Dichterin, Schriftstellerin und Literaturtheoretikerin

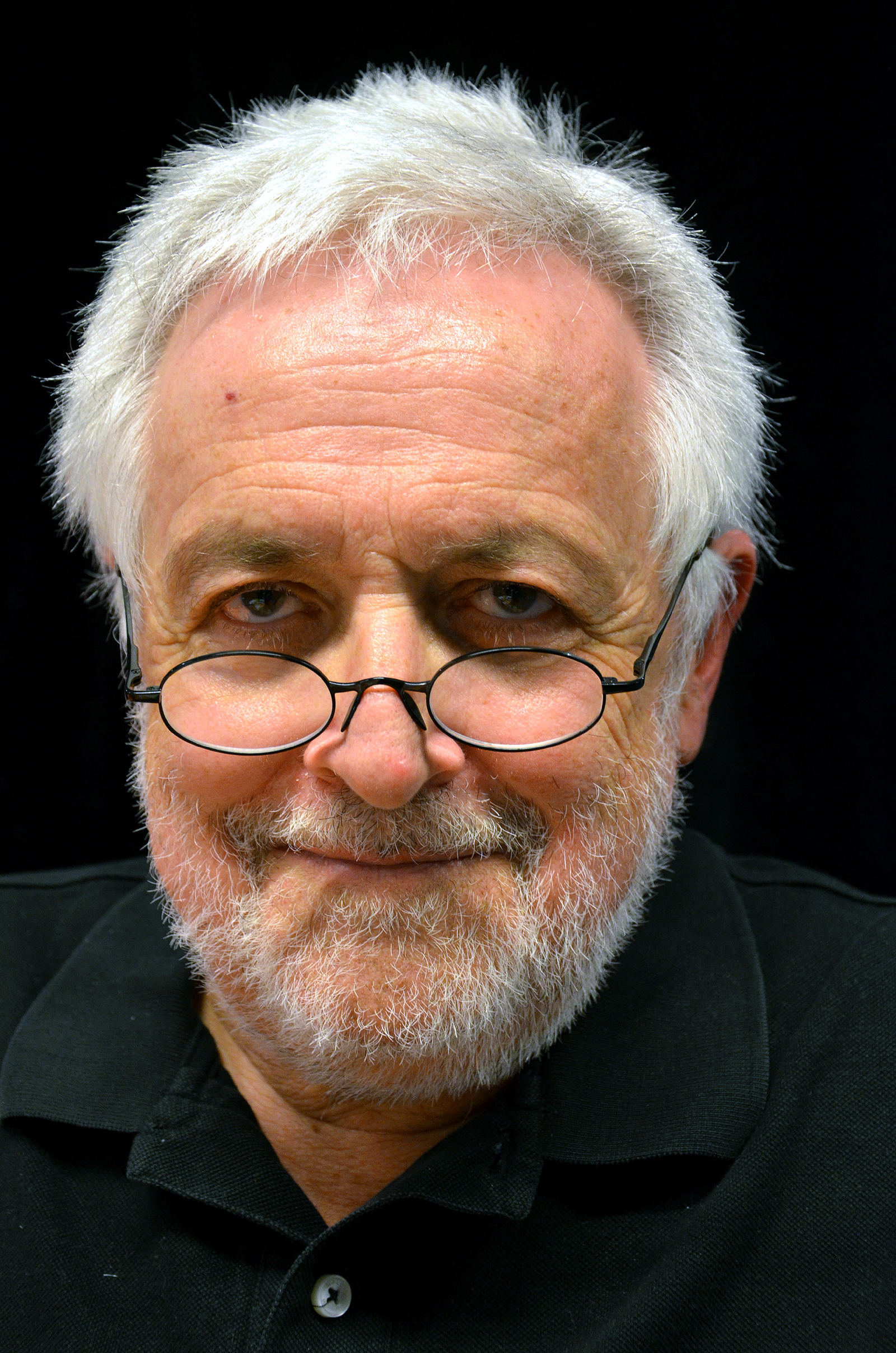
Henryk M. Broder (* 1946)

- 1946: Henryk M. Broder, deutscher Journalist und Schriftsteller
- 1946: Laurent Fabius, französischer Politiker
- 1946: Jürgen Hambrecht, deutscher Industriemanager
- 1946: Ralf Hütter, deutscher Musiker
- 1946: Hans Meiser, deutscher Fernsehmoderator
- 1946: Gudrun Schaich-Walch, deutsche Politikerin, MdB
- 1947: Alan Lee, britischer Illustrator und Filmdesigner
- 1947: Ray Wise, US-amerikanischer Schauspieler
- 1947: Urano Teixeira da Matta Bacellar, brasilianischer General und UN-Kommandeur
- 1948: Hartwig Bertrams, deutscher Automobilrennfahrer
- 1948: Barbara Allen Rainey, US-amerikanische Pilotin, erste Pilotin der US-Streitkräfte
- 1948: Bernhard Russi, Schweizer Skirennläufer
- 1948: John Noble, australischer Schauspieler und Theaterdirektor
- 1948: Robert Plant, britischer Rockmusiker
- 1949: Leonard Lehrman, US-amerikanischer Komponist und Musikwissenschaftler
- 1949: Phil Lynott, irischer Musiker, Sänger und Songschreiber
- 1950: Raymond Fein, Schweizer Pianist, Fernsehmoderator
- 1950: Irena Kukutz, deutsche Politikerin, Künstlerin und Publizistin
- 1950: Manfred Wittrock, deutscher Psychologe

#### 1951–1975

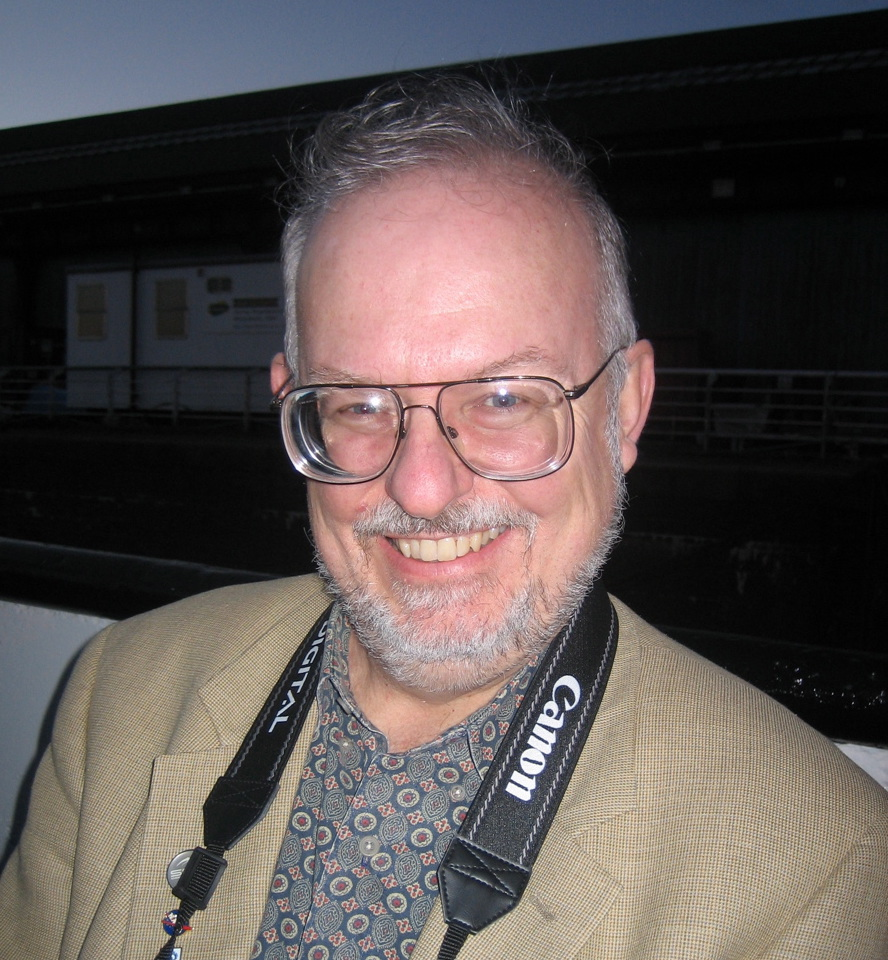
Greg Bear (* 1951)

- 1951: Greg Bear, US-amerikanischer Science-Fiction-Autor
- 1951: Kalle Pohl, deutscher Musiker und Komiker
- 1952: John Hiatt, US-amerikanischer Country-Sänger und Songschreiber
- 1953: David First, US-amerikanischer Komponist
- 1954: John William Ashe, Präsident der Generalversammlung der Vereinten Nationen
- 1954: Debra White Plume, US-amerikanische Lakota, Aktivistin und Wasserschützerin
- 1955: Doug Mason, kanadischer und niederländischer Eishockeytrainer
- 1955: Maria Mirtschin, sorbische Kunsthistorikerin
- 1955: Ned Overend, US-amerikanischer Mountainbiker und Cross-Triathlet
- 1956: Joan Allen, US-amerikanische Schauspielerin

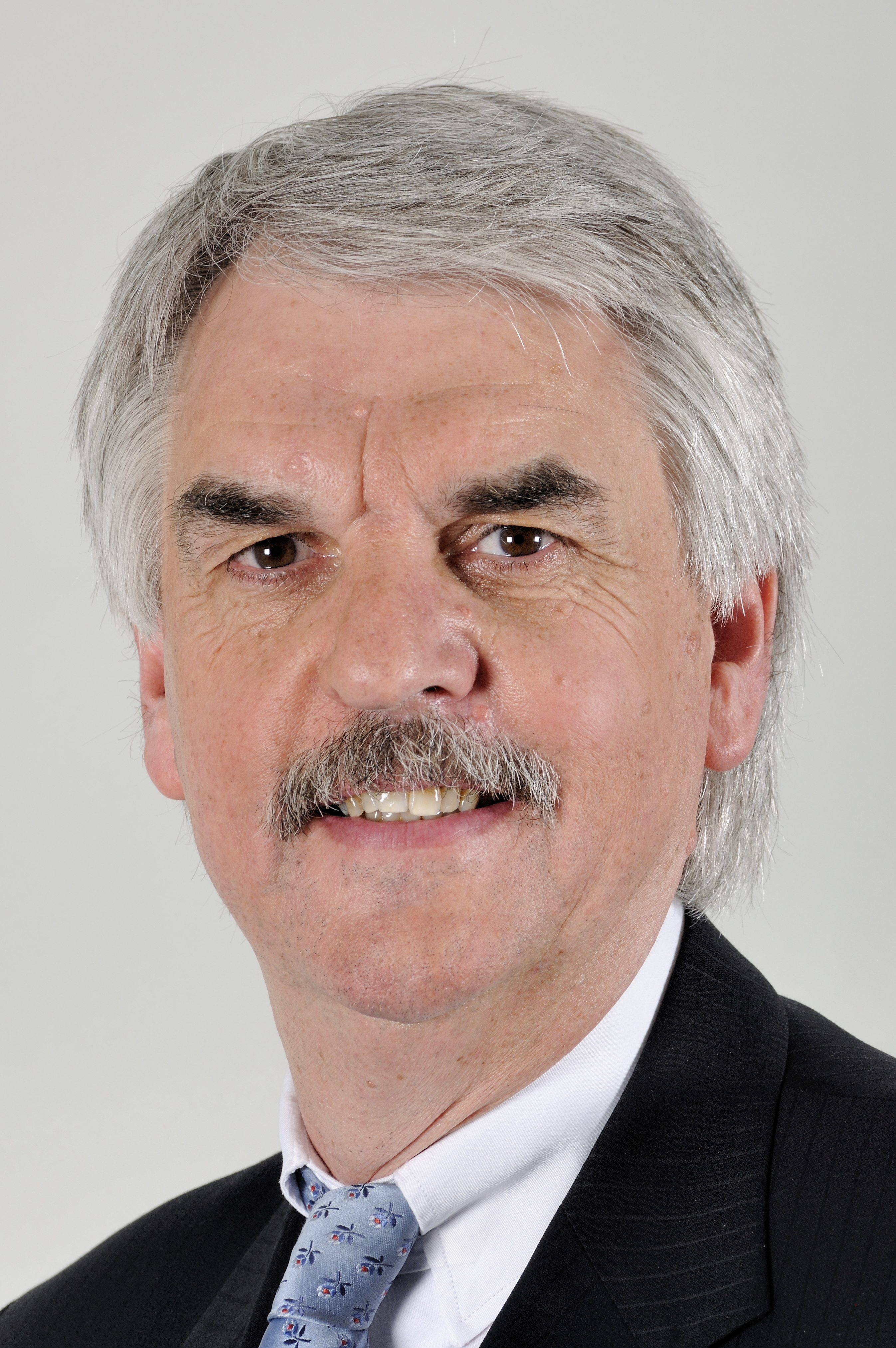
Holger Ansmann (* 1957)

- 1957: Holger Ansmann, deutscher Politiker
- 1957: Finlay Calder, schottischer Rugbyspieler
- 1957: Abigail Fisher, US-amerikanische Skirennläuferin
- 1958: David O. Russell, US-amerikanischer Regisseur, Produzent und Schriftsteller
- 1958: Melitta Sollmann, deutsche Rennrodlerin
- 1959: Patrick Lo Giudice, Schweizer Künstler
- 1959: Sabine Rossbach, deutsche Journalistin und Hörfunkmoderatorin, Direktorin des NDR-Landesfunkhauses Hamburg
- 1960: Veit Wolpert, deutscher Politiker, MdL
- 1961: Margaret Brimble, neuseeländische Chemikerin
- 1961: Greg Egan, australischer Sciencefiction-Schriftsteller
- 1961: Peter Krause, deutscher Kameramann
- 1961: Steve McMahon, englischer Fußballspieler und -trainer

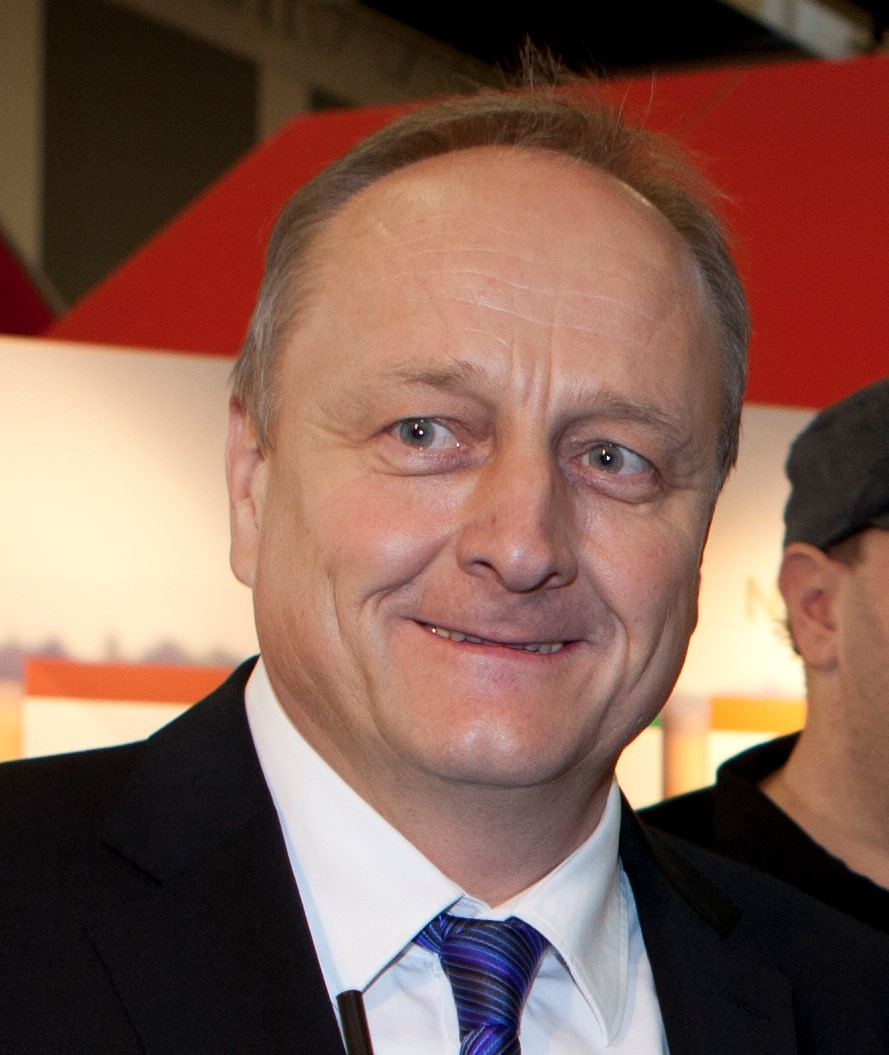
Joachim Rukwied (* 1961)

- 1961: Joachim Rukwied, deutscher Landwirt und Agrarfunktionär
- 1961: Maren Winter, deutsche Schriftstellerin
- 1962: Christoph Asmuth, deutscher Philosoph
- 1962: Geoffrey Blake, US-amerikanischer Schauspieler
- 1962: James Marsters, US-amerikanischer Schauspieler und Musiker
- 1963: Dora Cojocaru, rumänische Komponistin
- 1963: Riccardo Ferri, italienischer Fußballspieler
- 1964: Duncan Bravo, US-amerikanischer Filmschauspieler
- 1964: Dino Dvornik, kroatischer Sänger, Schauspieler und Reality-TV-Darsteller
- 1964: Markus Flanagan, US-amerikanischer Schauspieler
- 1964: Giuseppe Giannini, italienischer Fußballspieler und -trainer
- 1964: Dörte Hansen, deutsche Journalistin und Schriftstellerin
- 1964: Jürgen Janek, deutscher Chemiker
- 1964: Horst Krumbach, deutscher Bankkaufmann und Solzialarbeiter
- 1964: Benedikt Ledebur, deutsch-österreichischer Lyriker, Essayist, Kritiker und Übersetzer
- 1964: Prosper Balthazar Lyimo, tansanischer Geistlicher

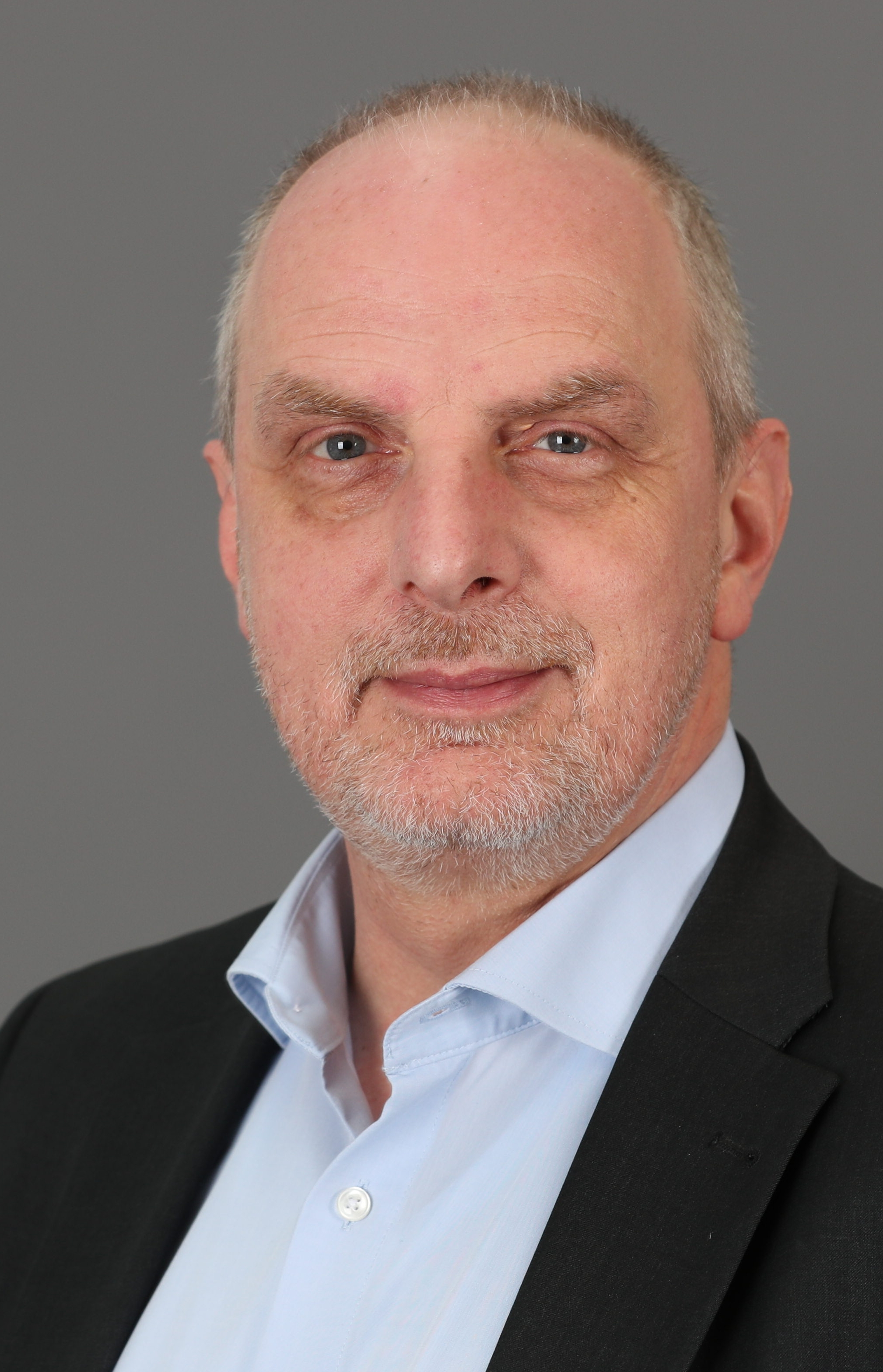
Detlef Müller (* 1964)

- 1964: Detlef Müller, deutscher Politiker
- 1964: Wenzislaw Mutaftschijski, bulgarischer Offizier, Chirurg und Hochschullehrer
- 1964: Peter Payer, österreichischer Regisseur und Drehbuchautor
- 1964: Þorsteinn Páll Hængsson, isländischer Badmintonspieler
- 1964: Eva Maria Schneider-Gärtner, deutsche Politikerin und Kunsthistorikerin
- 1964: Sachiko Yamashita, japanische Marathonläuferin
- 1965: KRS-One, US-amerikanischer Hip-Hop-MC
- 1965: Moses Tanui, kenianischer Langstreckenläufer
- 1966: Dimebag Darrell, US-amerikanischer Gitarrist
- 1966: Markus Gandler, österreichischer Skilangläufer und ORF-Co-Kommentator
- 1966: Christoph Siegfried Herrmann, deutscher Ingenieur und Professor
- 1967: Uwe Amstein, deutscher Fußballspieler
- 1967: Frank Dukowski, deutscher Schauspieler und Autor
- 1967: Chuck Martin, US-amerikanischer Freestyle-Skier
- 1968: Kay Espenhayn, deutsche Schwimmerin im Behindertensport
- 1968: Stefan Schmatz, deutscher Physikochemiker und Theoretischer Chemiker
- 1970: Fred Durst, US-amerikanischer Sänger
- 1970: Marc Hosemann, deutscher Schauspieler
- 1970: Thomas Stephan, deutscher Politiker
- 1971: David Walliams, britischer Schauspieler
- 1971: Nenad Bjelica, kroatischer Fußballspieler
- 1972: Scott Quinnell, walisischer Rugbyspieler
- 1973: Alban Bushi, albanischer Fußballspieler
- 1973: Hur Suk-ho, südkoreanischer Profigolfer

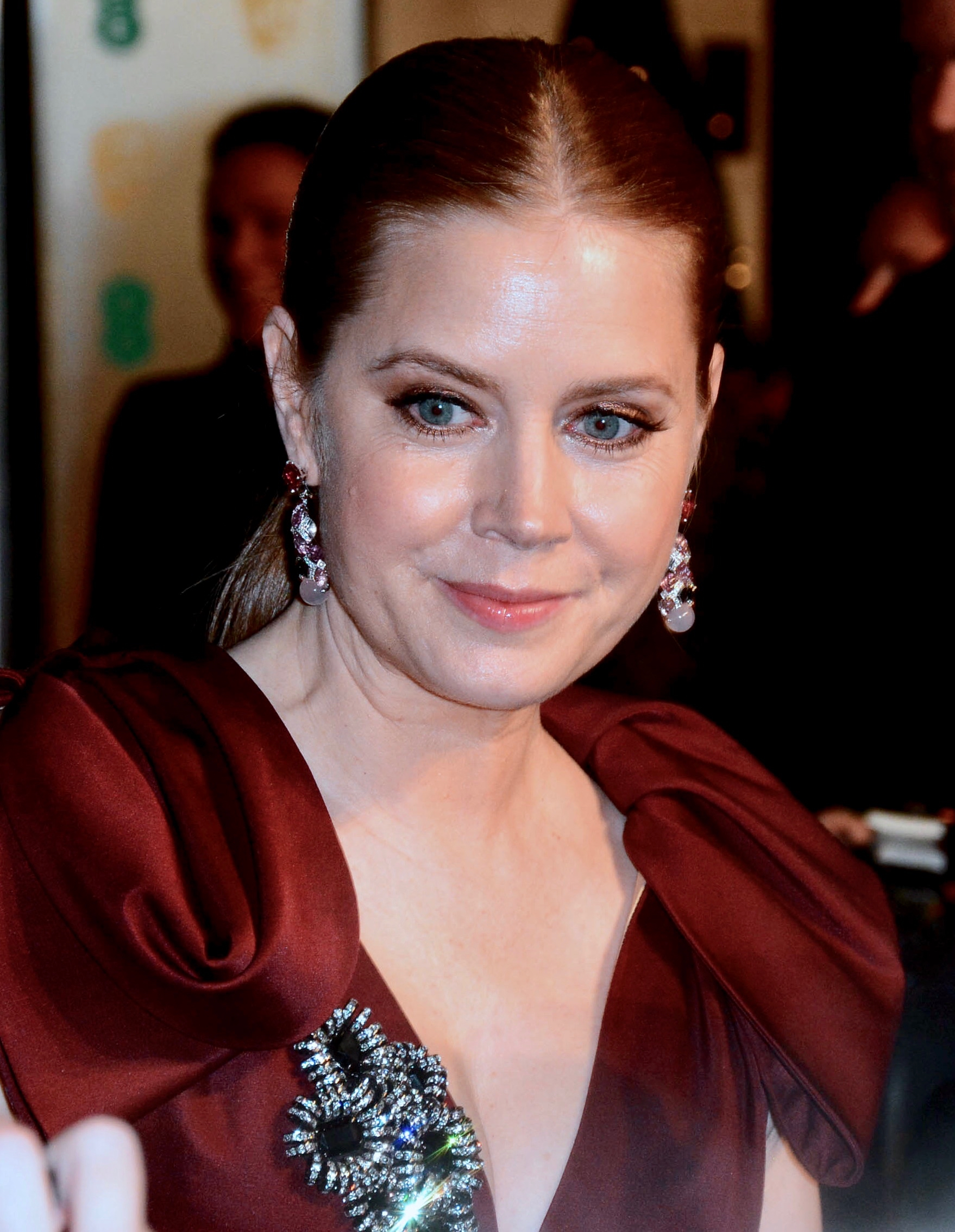
Amy Adams (* 1974)

- 1974: Amy Adams, US-amerikanische Schauspielerin
- 1974: Misha Collins, US-amerikanischer Schauspieler
- 1974: Big Moe, US-amerikanischer Rapper
- 1974: Szabolcs Sáfár, österreichisch-ungarischer Fußballspieler
- 1974: Alex Weissensteiner, italienischer Finanzwissenschaftler
- 1975: Marcin Adamski, polnischer Fußballspieler
- 1975: Lutz van der Horst, deutscher Komiker
- 1975: Nina Di Majo, italienische Filmregisseurin und Drehbuchautorin
- 1975: Thomas May, österreichischer Radio- und Fernsehmoderator
- 1975: Yvonne Spath, deutsche Moderatorin, Radiomoderatorin, Popsängerin und Background-Tänzerin
- 1975: Giovanna Volpato, italienische Marathonläuferin
- 1975: Katja Wölffing, deutsche Journalistin und Moderatorin

#### 1976–2000
- 1976: Chris Drury, US-amerikanischer Eishockeyspieler
- 1976: Aleh Kuleschou, belarussischer Freestyle-Skier
- 1976: Stephan Maaß, deutscher Fußballspieler

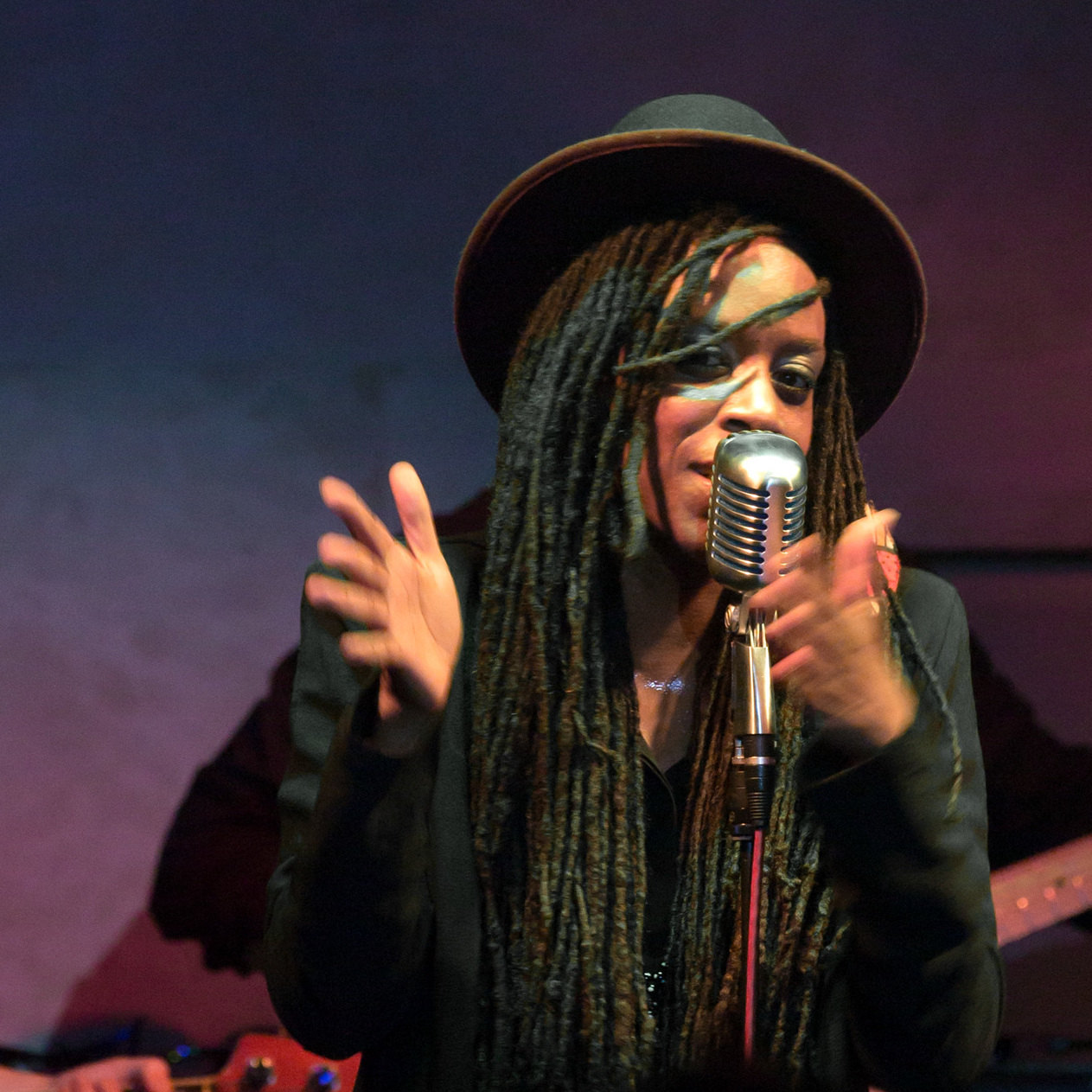
Akua Naru (* 1978)
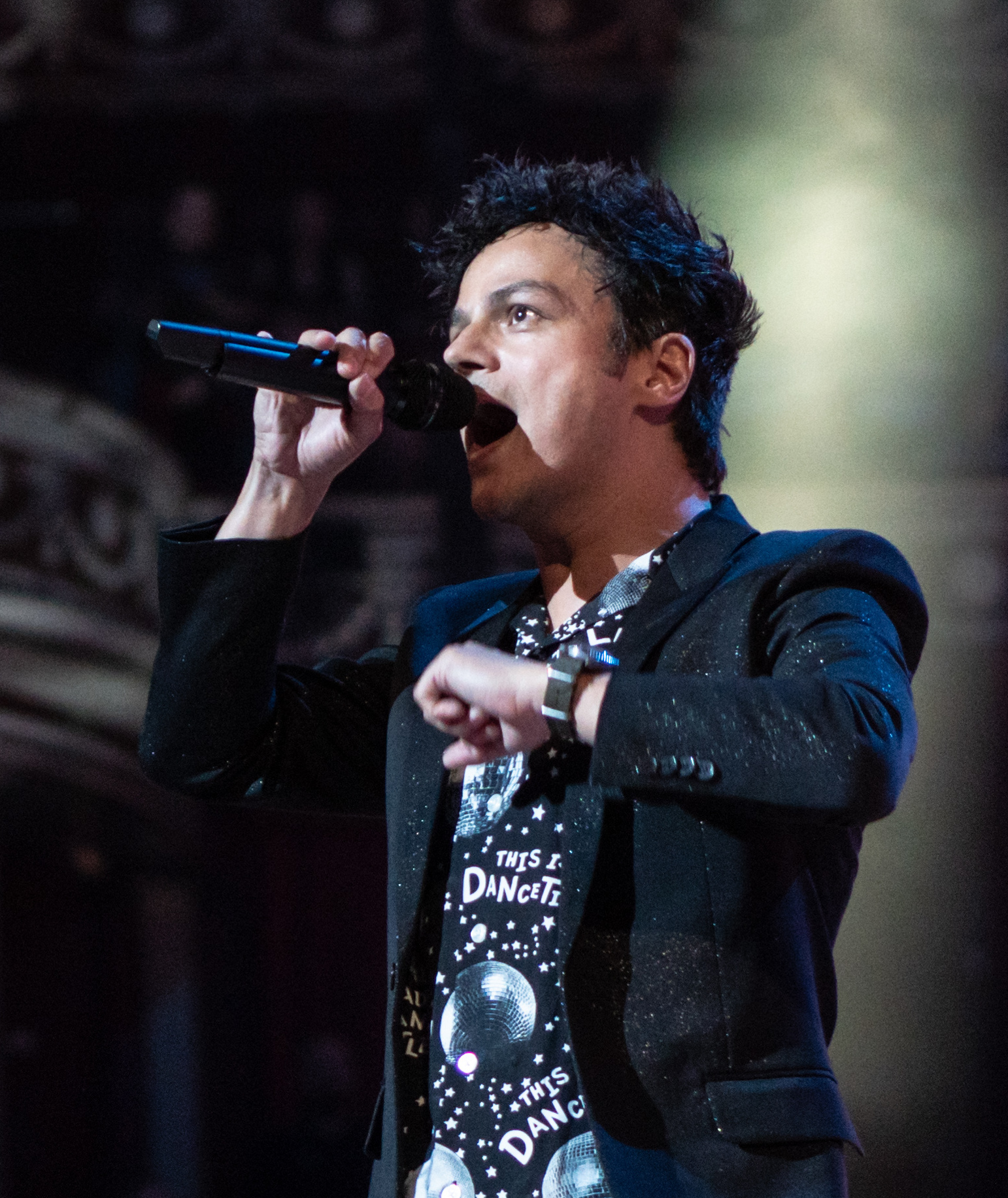
Jamie Cullum (* 1979)
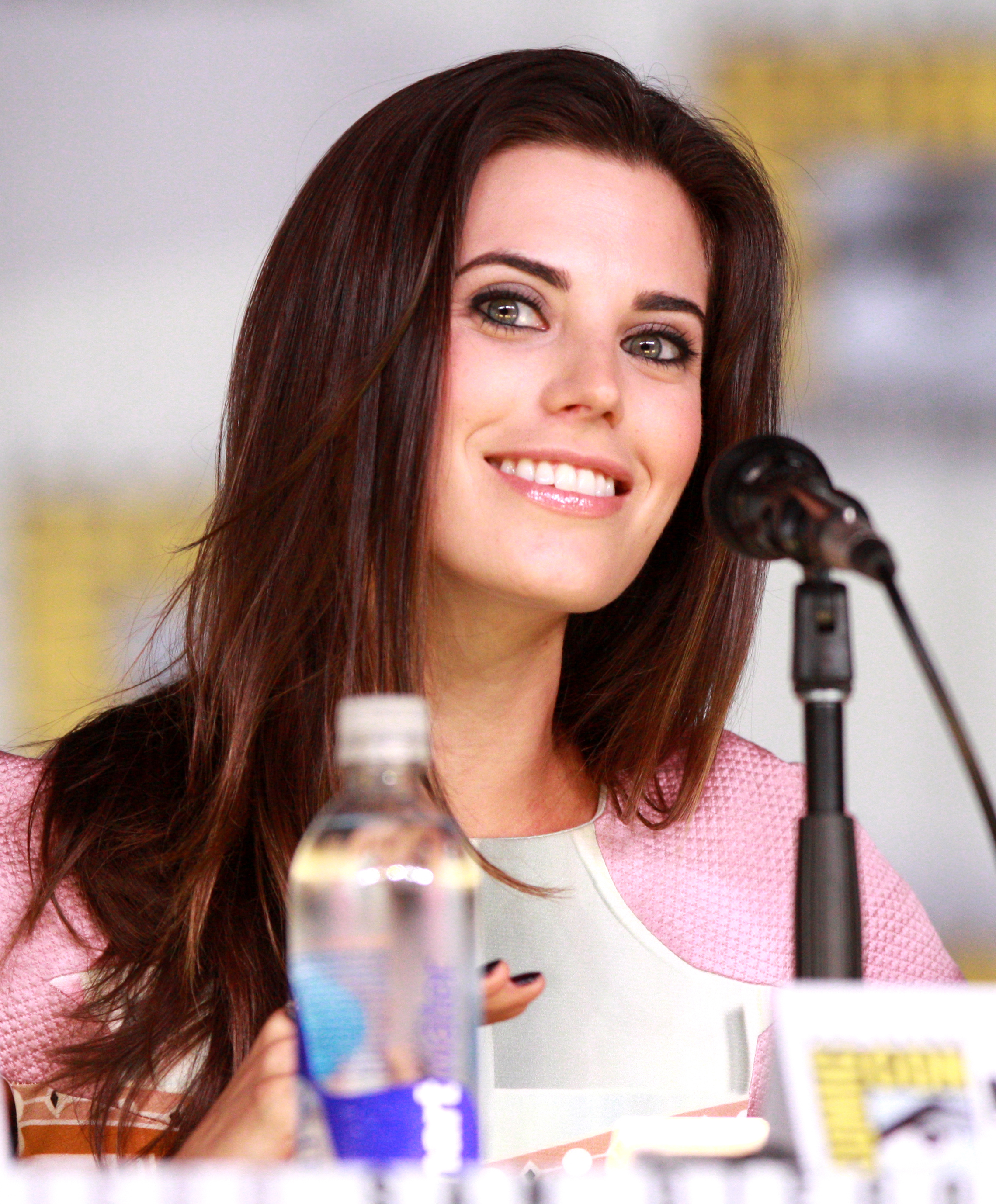
Meghan Ory (* 1982)
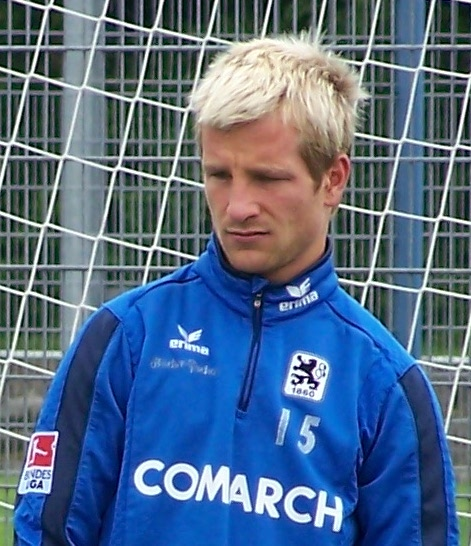
Stefan Aigner (* 1987)

- 1977: Ívar Ingimarsson, isländischer Fußballspieler
- 1977: Stéphane Gillet, luxemburgischer Fußballspieler
- 1978: Akua Naru, US-amerikanische Hip-Hop-Künstlerin
- 1978: Alberto Martín, spanischer Tennisspieler
- 1978: Neco Martínez, kolumbianischer Fußballspieler
- 1978: Anatolij Scharij, ukrainischer Politiker, Webvideoproduzent und Blogger
- 1979: Jamie Cullum, britischer Jazzpianist und Sänger
- 1979: Denis Špoljarić, kroatischer Handballspieler
- 1980: Martin Candinas, Schweizer Politiker
- 1980: Samuel Dumoulin, französischer Radrennfahrer
- 1980: Paddy Milner, britischer Jazz- und Bluespianist
- 1981: Ben Barnes, britischer Schauspieler
- 1981: Alexander Alexandrowitsch Blinow, russischer Sportschütze
- 1981: James Gillingham, kanadischer Basketballspieler
- 1981: Jacob Weigert, deutscher Schauspieler und Synchronsprecher
- 1982: Arisa, italienische Pop-Sängerin
- 1982: Youssouf Hersi, niederländischer Fußballspieler
- 1982: Joshua Kennedy, australischer Fußballspieler
- 1982: Meghan Ory, kanadische Schauspielerin
- 1983: Andrew Garfield, US-amerikanisch-britischer Schauspieler
- 1983: Jelena Iljinitschna Poljonowa, russische Handballspielerin
- 1983: Juri Walentinowitsch Schirkow, russischer Fußballspieler
- 1983: Pedro Spínola, portugiesischer Handballspieler
- 1984: Michael Apelgren, schwedischer Handballspieler und -trainer
- 1984: Walerij Atraschtschenkow, ukrainischer Badmintonspieler
- 1985: Natalie Hagel, deutsche Handballspielerin
- 1985: Andreas Rojewski, deutscher Handballspieler
- 1985: Sarah Elena Timpe, deutsche Schauspielerin
- 1986: Kemy Agustien, niederländischer Fußballspieler
- 1986: Damien Gaudin, französischer Radrennfahrer
- 1986: Daniel Martin, irischer Radrennfahrer

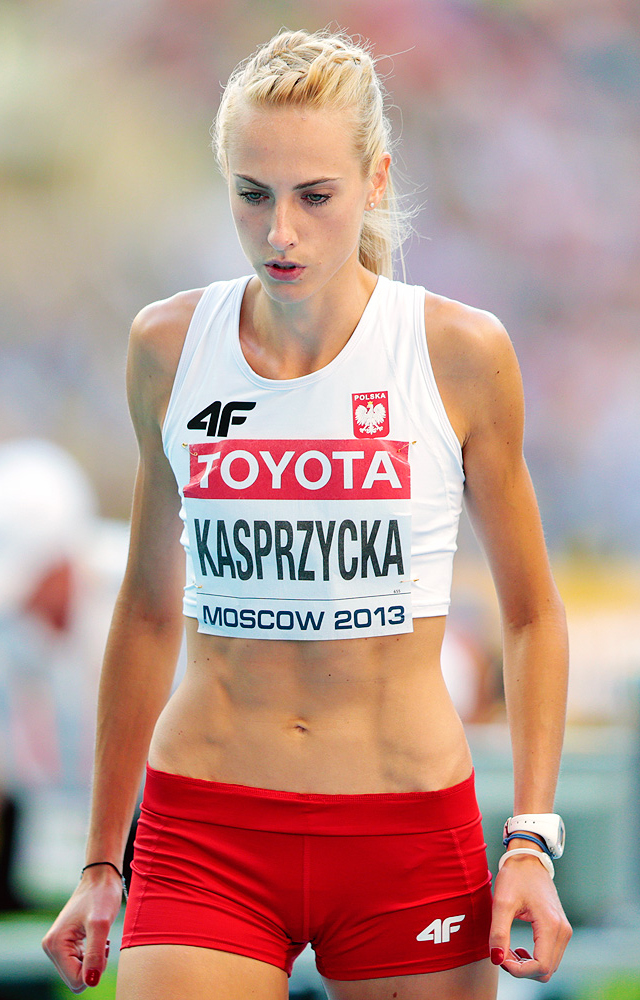
Justyna Kasprzycka (* 1987)
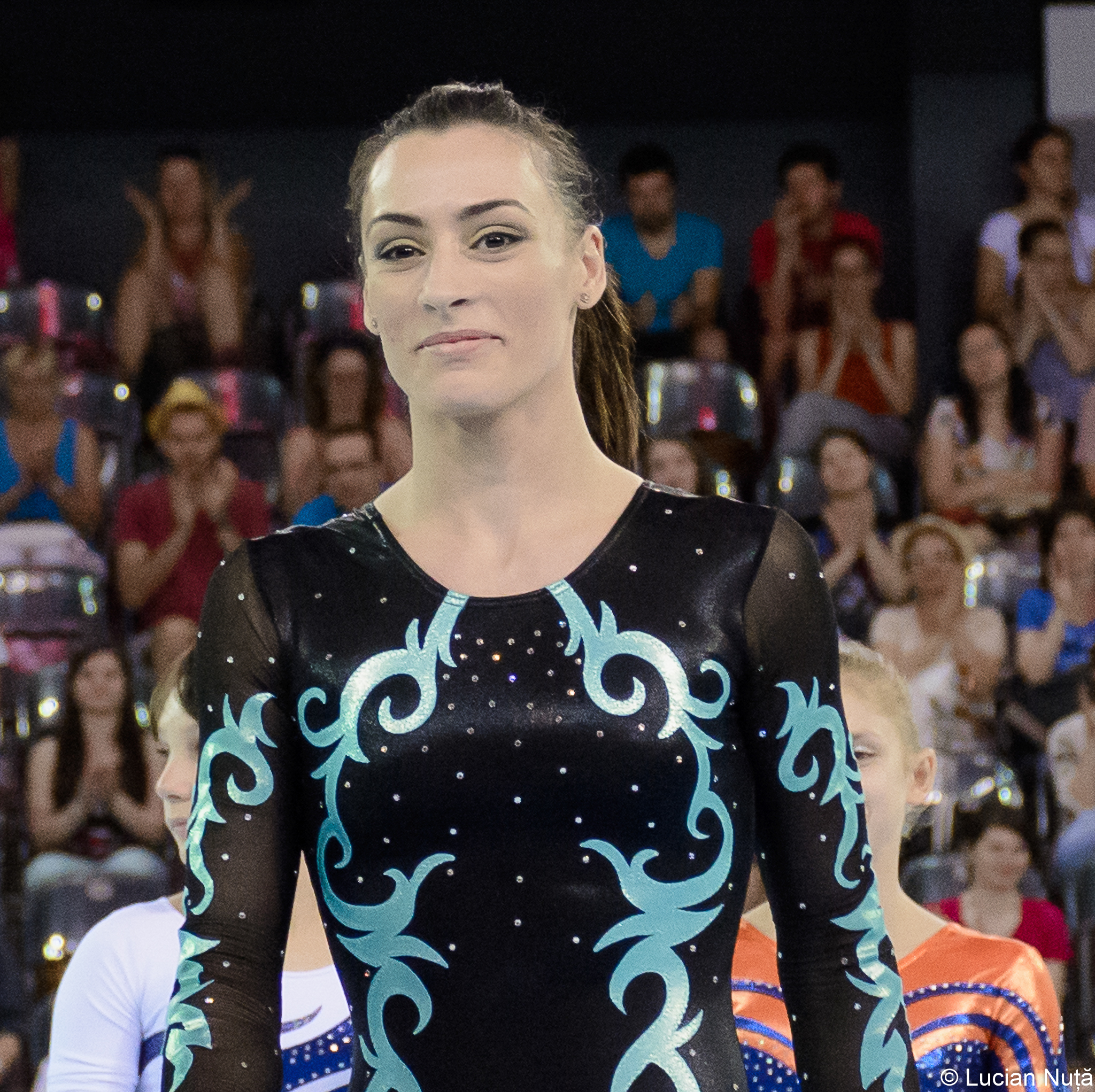
Cătălina Ponor (* 1987)
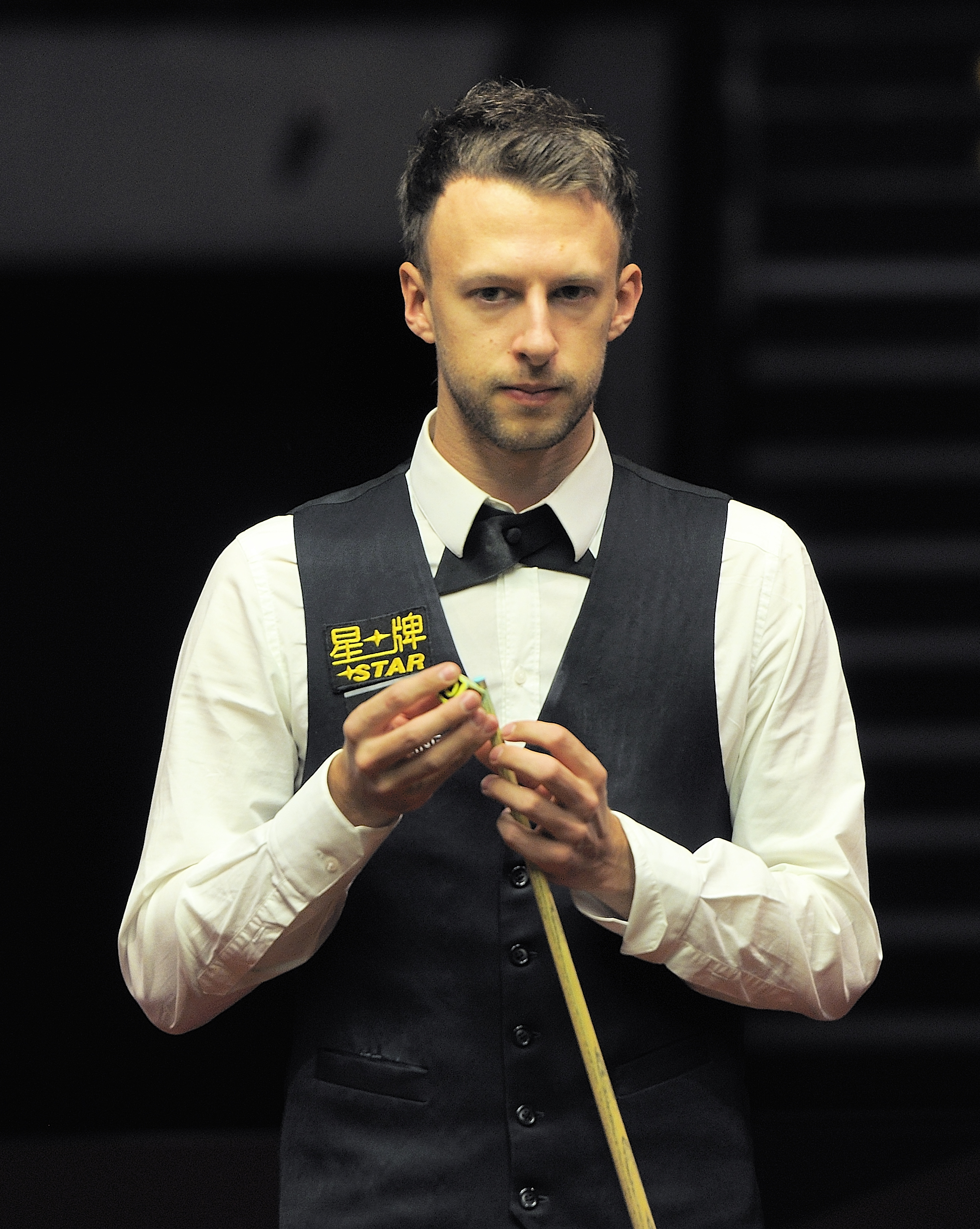
Judd Trump (* 1989)
Davide Dato (* 1990)

- 1987: Stefan Aigner, deutscher Fußballspieler
- 1987: Justyna Kasprzycka, polnische Leichtathletin
- 1987: Cătălina Ponor, rumänische Kunstturnerin
- 1988: Jerryd Bayless, US-amerikanischer Basketballspieler
- 1988: Aleksey Semenenko, deutsch-ukrainischer Geiger und Professor
- 1988: Dominik Stahl, deutscher Fußballspieler
- 1989: Daniel Friedl, deutscher Schauspieler und Hörspielsprecher
- 1989: Alena Gerber, deutsches Model, Moderatorin und Schauspielerin
- 1989: Žana Marić, kroatische Handballspielerin
- 1989: Judd Trump, englischer Snookerspieler
- 1990: Ashlee Ankudinoff, australische Radrennfahrerin
- 1990: Davide Dato, italienischer Balletttänzer
- 1991: Simon Desue, deutscher Webvideoproduzent
- 1991: Max Hegewald, deutscher Schauspieler und Regisseur
- 1991: Arseni Maximowitsch Logaschow, russischer Fußballspieler
- 1992: Matej Delač, kroatischer Fußballtorhüter
- 1992: Kasper Kisum, dänischer Handballspieler
- 1992: Demi Lovato, US-amerikanische Schauspielerin und Sängerin

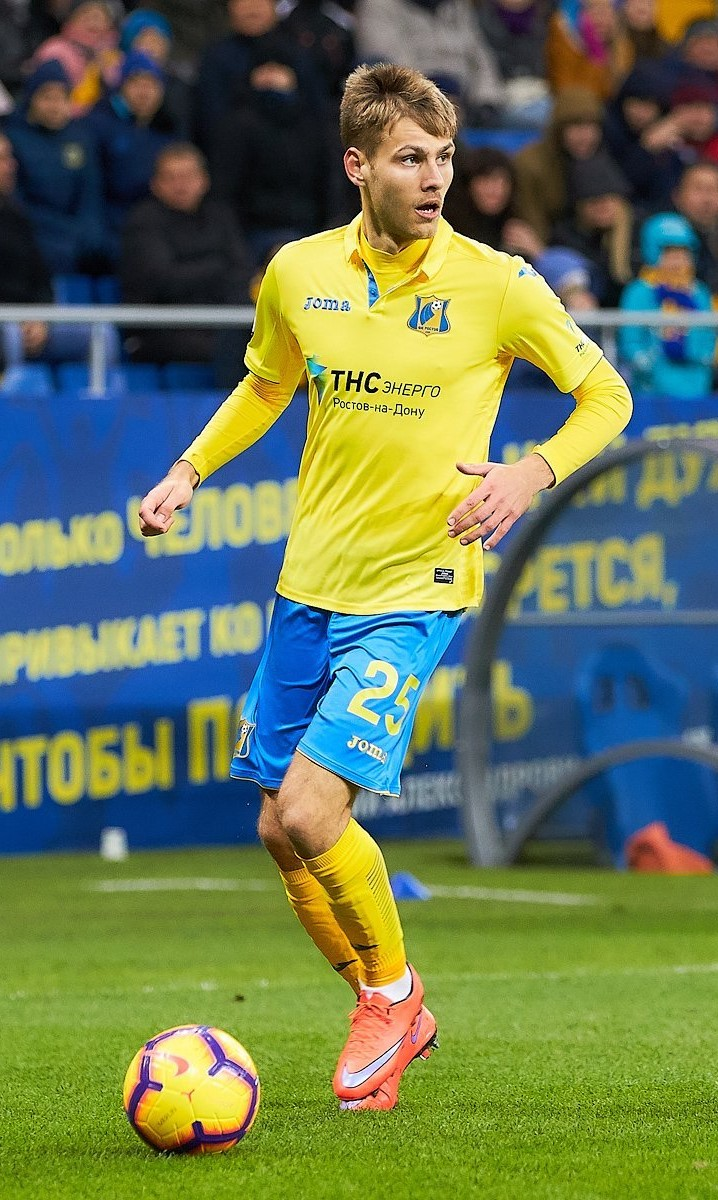
Arseni Logaschow (* 1991)
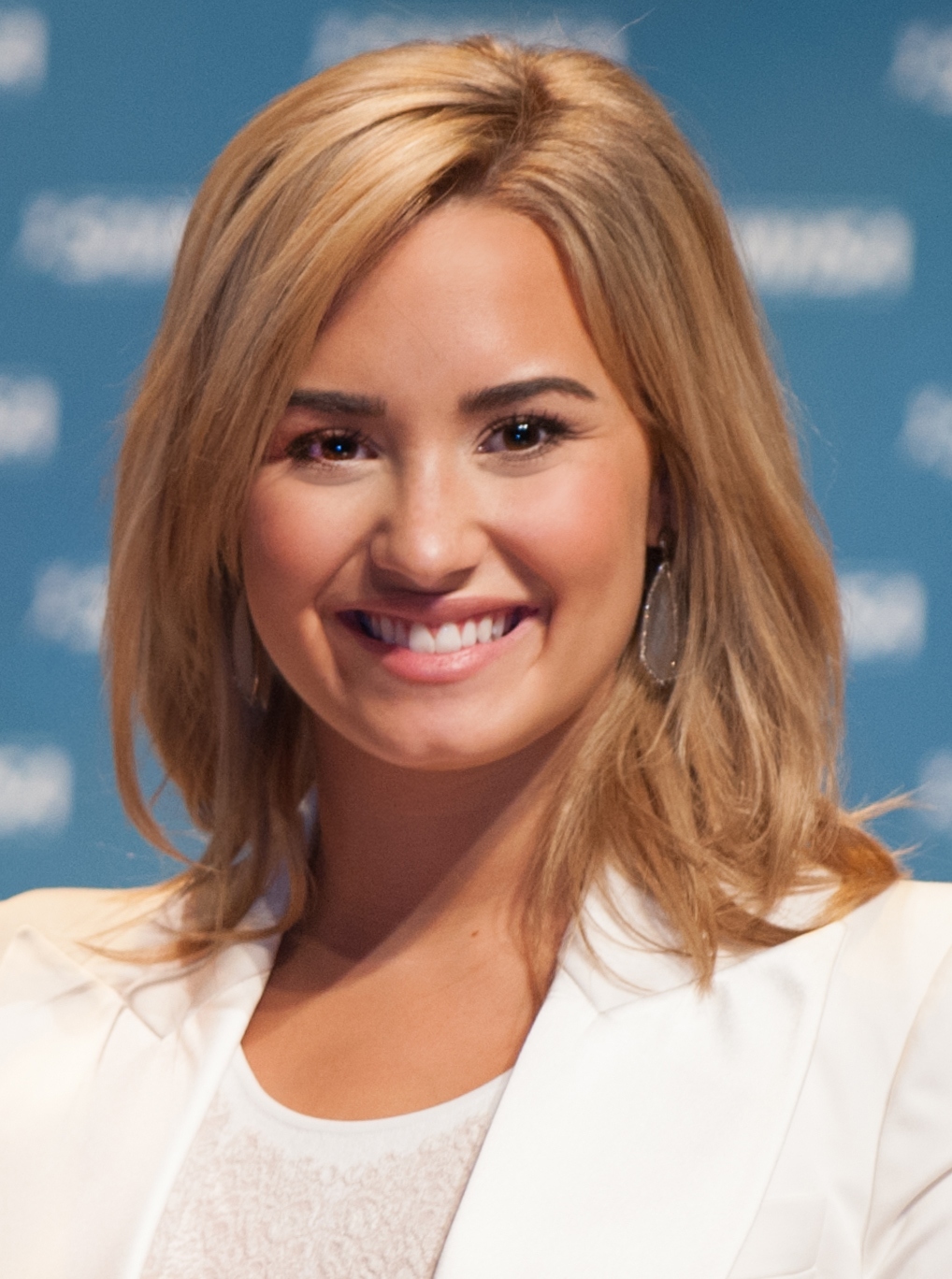
Demi Lovato (* 1992)
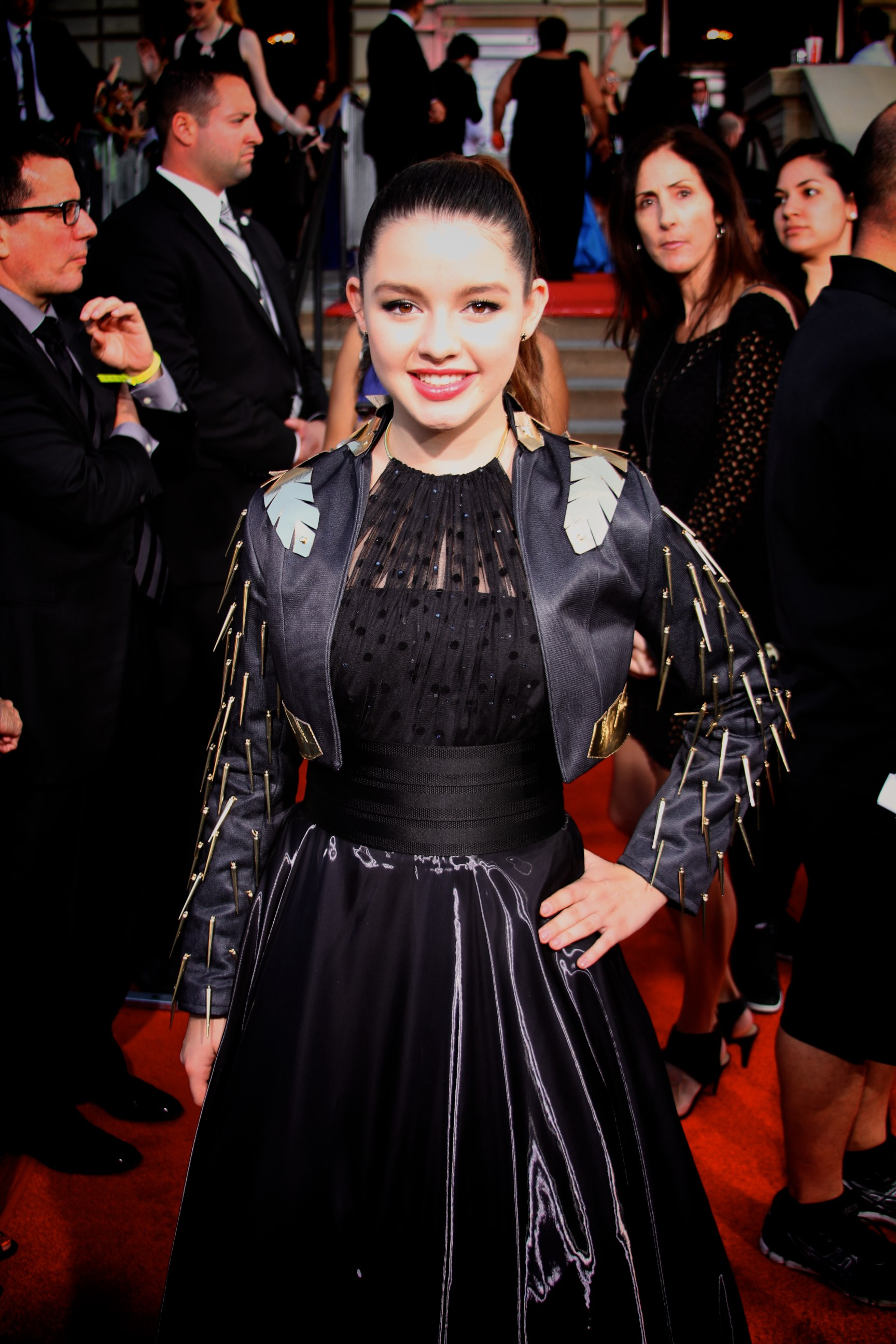
Fátima Ptacek (* 2000)

- 1992: Deniss Rakeļs, lettischer Fußballspieler
- 1995: Zsá Zsá Inci Bürkle, deutsche Schauspielerin
- 1995: Liana Liberato, US-amerikanische Schauspielerin
- 1996: Max Hopp, deutscher Dartspieler
- 1996: Luca Pfeiffer, deutscher Fußballspieler
- 1997: Kenan Fatkič, slowenischer Fußballspieler
- 1999: Elvedina Muzaferija, bosnische Skirennläuferin
- 2000: Fátima Ptacek, US-amerikanische Kinderdarstellerin und Model

### 21. Jahrhundert

#### 2001–2025
- 2004: Nicolò Tresoldi, deutsch-italienischer Fußballspieler

## Gestorben

### Vor dem 15. Jahrhundert
- 0002: Lucius Caesar, Adoptivsohn des Augustus
- 0651: Oswine, König von Deira
- 0684: Philibert, Abt und Heiliger
- 0984: Johannes XIV., Papst
- 0997: Konrad I., Herzog von Schwaben
- 1025: Burchard von Worms, Bischof und Kirchenrechtler
- 1085: Al-Dschuwainī, Rechtsgelehrter und Theologe
- 1148: Wilhelm II., Graf von Nevers
- 1153: Bernhard von Clairvaux, Abt und Mystiker
- 1260: Jaromar II., Fürst von Rügen

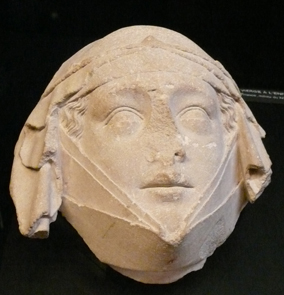
Johanna von Toulouse († 1271)

- 1263: Gobert VI. von Apremont, französischer Adeliger
- 1271: Johanna, Gräfin von Toulouse und Markgräfin der Provence
- 1276: Berengar, Abt von Ebrach
- 1297: William Fraser, Bischof von St Andrews
- 1348: Bernhard III., Fürst von Anhalt-Bernburg
- 1348: Bernardo Tolomei, Heiliger der katholischen Kirche
- 1390: Konrad Zöllner von Rotenstein, Hochmeister des Deutschen Ordens
- 1396: Marsilius von Inghen, Logiker und Philosoph

### 15. bis 18. Jahrhundert
- 1418: Burkhard II. von Lützelstein, Probst vom Hochstift Straßburg und Elekt von Straßburg

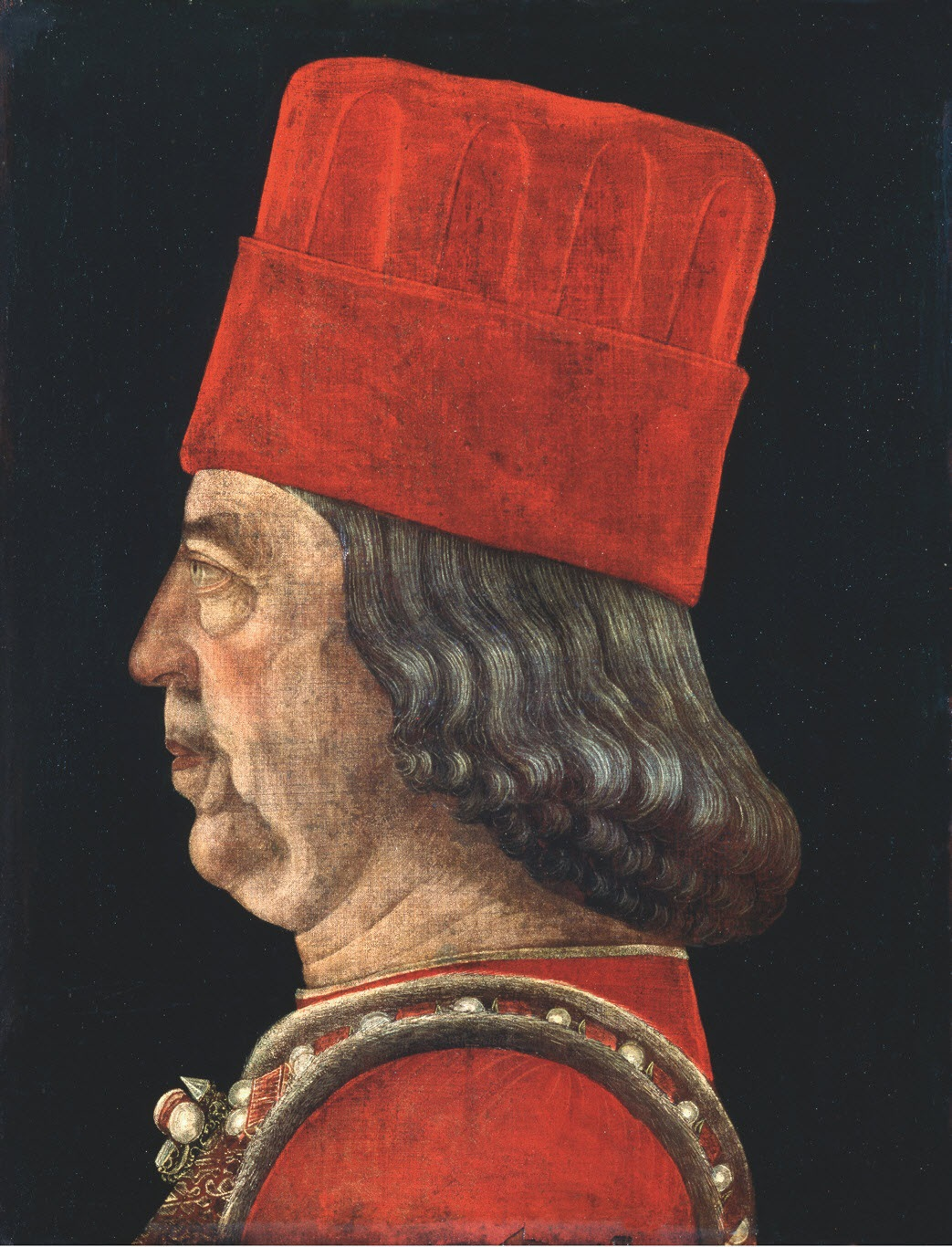
Borso d’Este († 1471)

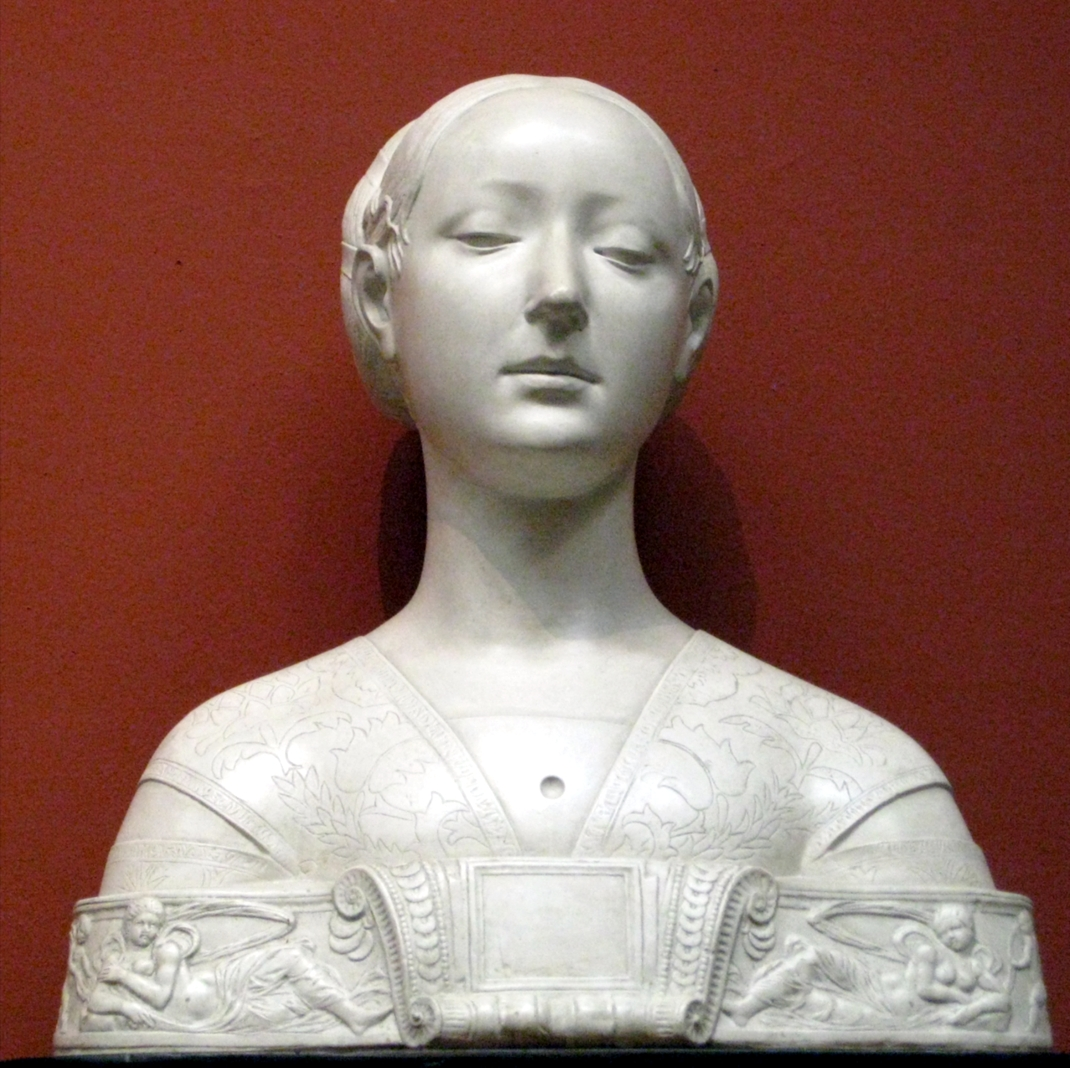
Hippolyta Maria Sforza († 1488)

- 1419: Georg von Liechtenstein, Fürstbischof von Trient
- 1471: Borso d’Este, Herzog von Ferrara, Modena
- 1487: Jacques de Luxembourg-Ligny, Seigneur von Richebourg, Adeliger im Dienste Burgunds und Frankreichs
- 1488: Hippolyta Maria Sforza, Herzogin von Kalabrien
- 1501: Otto II. von Königsmarck, Bischof von Havelberg
- 1504: Ruprecht von der Pfalz, Bischof von Freising und Thronprätendent von Bayern-Landshut
- 1506: Albrecht von Pfalz-Mosbach, Bischof von Straßburg
- 1519: Luigi de’ Rossi, Kardinal der katholischen Kirche
- 1528: Georg von Frundsberg, deutscher Soldat und Landsknechtsführer
- 1536: Friedrich von Brandenburg-Ansbach, Dompropst im Würzburger Dom
- 1540: Guillaume Budé, französischer Philologe, Humanist, Diplomat und Bibliothekar am Hof von Franz I.
- 1572: Miguel López de Legazpi, spanischer Konquistador
- 1574: Sebastian Ochsenkun, deutscher Lautenist und Komponist
- 1592: Wilhelm der Jüngere, Herzog zu Braunschweig und Lüneburg, Fürst von Lüneburg
- 1607: Wilhelm Zepper, reformierter Theologe
- 1621: Rudolf, Fürst von Anhalt-Zerbst
- 1637: Anton Varus, deutscher Logiker und Mediziner
- 1638: Giovanni Andrea Ansaldo, italienischer Maler und Freskant
- 1638: Arnold Engelbrecht, Kanzler des Fürstentums Braunschweig-Wolfenbüttel
- 1639: Jakob Bidermann, deutscher Dramatiker
- 1639: Martin Opitz, deutscher Barockdichter
- 1651: Jeremi Wiśniowiecki, polnischer Magnat und Feldherr

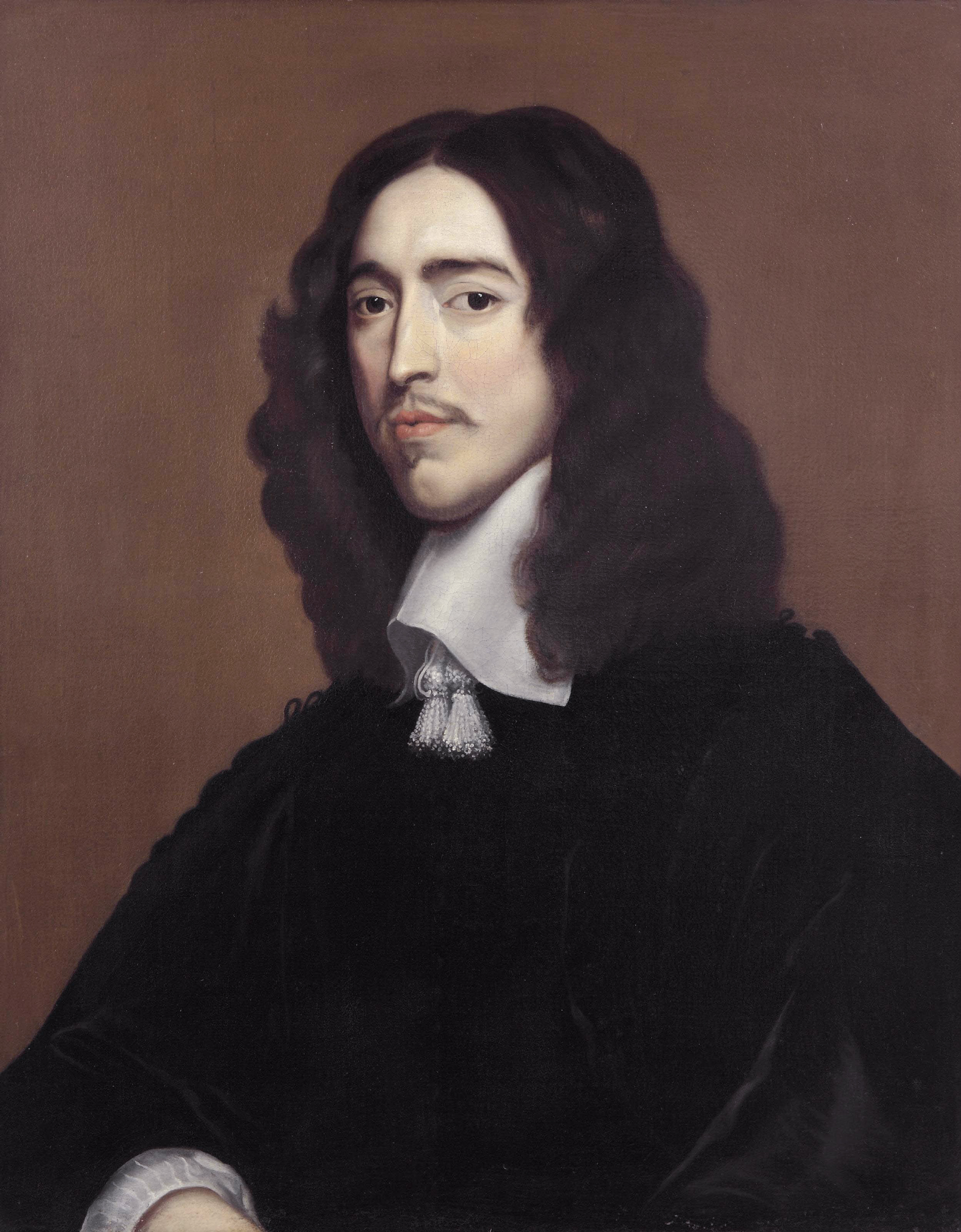
Johan de Witt († 1672)

- 1672: Johan de Witt, niederländischer Staatsmann
- 1672: Cornelis de Witt, niederländischer Politiker
- 1690: Alexandre II. de Bournonville, französischer Militär in spanischen und kaiserlichen Diensten
- 1701: Charles Sedley, englischer Dichter
- 1707: Nicolas Gigault, französischer Organist und Komponist
- 1714: Cristóbal de Villalpando, neuspanischer Maler
- 1716: Brand Westermann, deutscher Baumeister
- 1720: Johannes Sembach, Bürgermeister von Karlsruhe
- 1724: Antonio Francesco Peruzzini, italienischer Landschaftsmaler
- 1761: Diego Girolamo Maderni, Schweizer Kapuziner
- 1762: Schāh Walī Allāh ad-Dihlawī, indisch-islamischer Gelehrter
- 1768: Joseph Ignaz Philipp von Hessen-Darmstadt, Fürstbischof von Augsburg
- 1771: Jakob Pool, Schweizer Kaufmann und Plantagenbesitzer
- 1785: Jean-Baptiste Pigalle, französischer Bildhauer
- 1794: Matthias Leopold Stupić, kroatischer Mediziner und Botaniker

### 19. Jahrhundert
- 1804: Charles Floyd, US-amerikanischer Entdecker, Mitglied der Lewis-und-Clark-Expedition
- 1806: Karl Ludwig, Fürst von Anhalt-Bernburg-Schaumburg-Hoym und niederländischer General
- 1813: Johann Baptist Vanhal, tschechischer Komponist
- 1819: Louis d'Illens, Schweizer Kaufmann und Sklavenhändler
- 1819: Friederike von Reitzenstein, deutsche Schriftstellerin
- 1819: Daniel Tobenz, österreichischer katholischer Theologe
- 1821: Dorothea von Kurland, Herzogin von Kurland

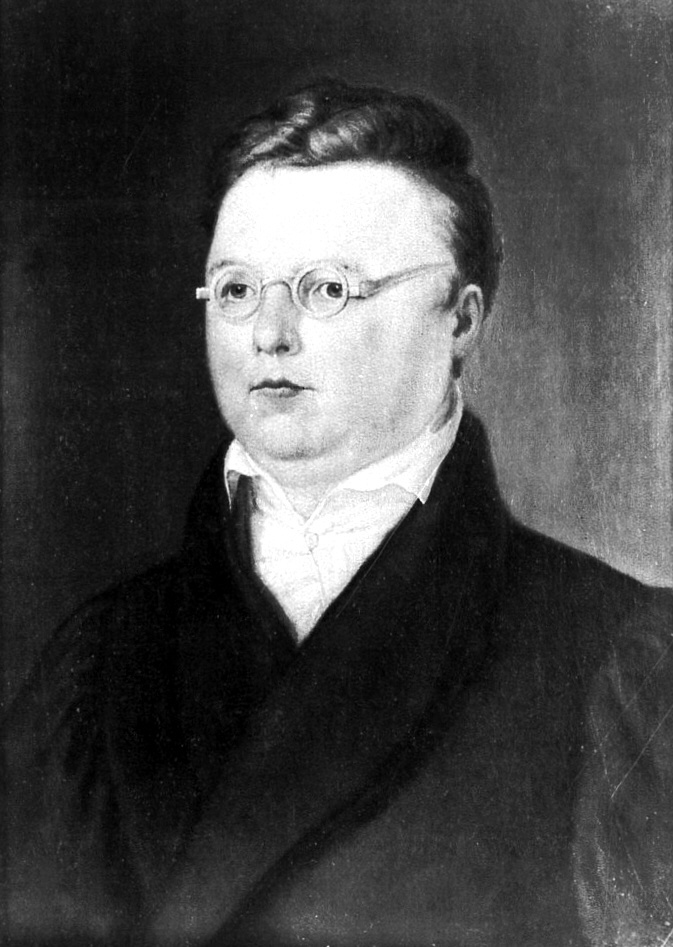
Friedrich Arnold Brockhaus († 1823)

- 1823: Friedrich Arnold Brockhaus, deutscher Verleger
- 1823: Pius VII., Papst
- 1824: Paul Christoph Gottlob Andreä, deutscher Rechtswissenschaftler
- 1834: Friedrich Wilhelm Offelsmeyer, deutscher evangelischer Geistlicher
- 1854: Karl Ludwig Drobisch, deutscher Komponist
- 1854: Friedrich Wilhelm Joseph Schelling, deutscher Philosoph, Hauptvertreter des Deutschen Idealismus
- 1856: Philipp Jakob Riotte, deutscher Komponist
- 1862: Eduard Pistorius, deutscher Genremaler und Radierer
- 1882: Friedrich Benjamin von Lütke, russischer Marineoffizier, Weltumsegler, Entdeckungsreisender und Schriftsteller
- 1887: Johann Nordmann, österreichischer Journalist und Schriftsteller
- 1891: Franz Friedrich Ernst Brünnow, deutscher Astronom
- 1897: Michele Angiolillo, italienischer Anarchist und Attentäter
- 1900ː Fanny Witt, deutsche Theaterschauspielerin

### 20. Jahrhundert

#### 1901–1950
- 1905: Heinrich Bulthaupt, deutscher Autor
- 1905: Alexander von Oettingen, deutscher lutherischer Theologe

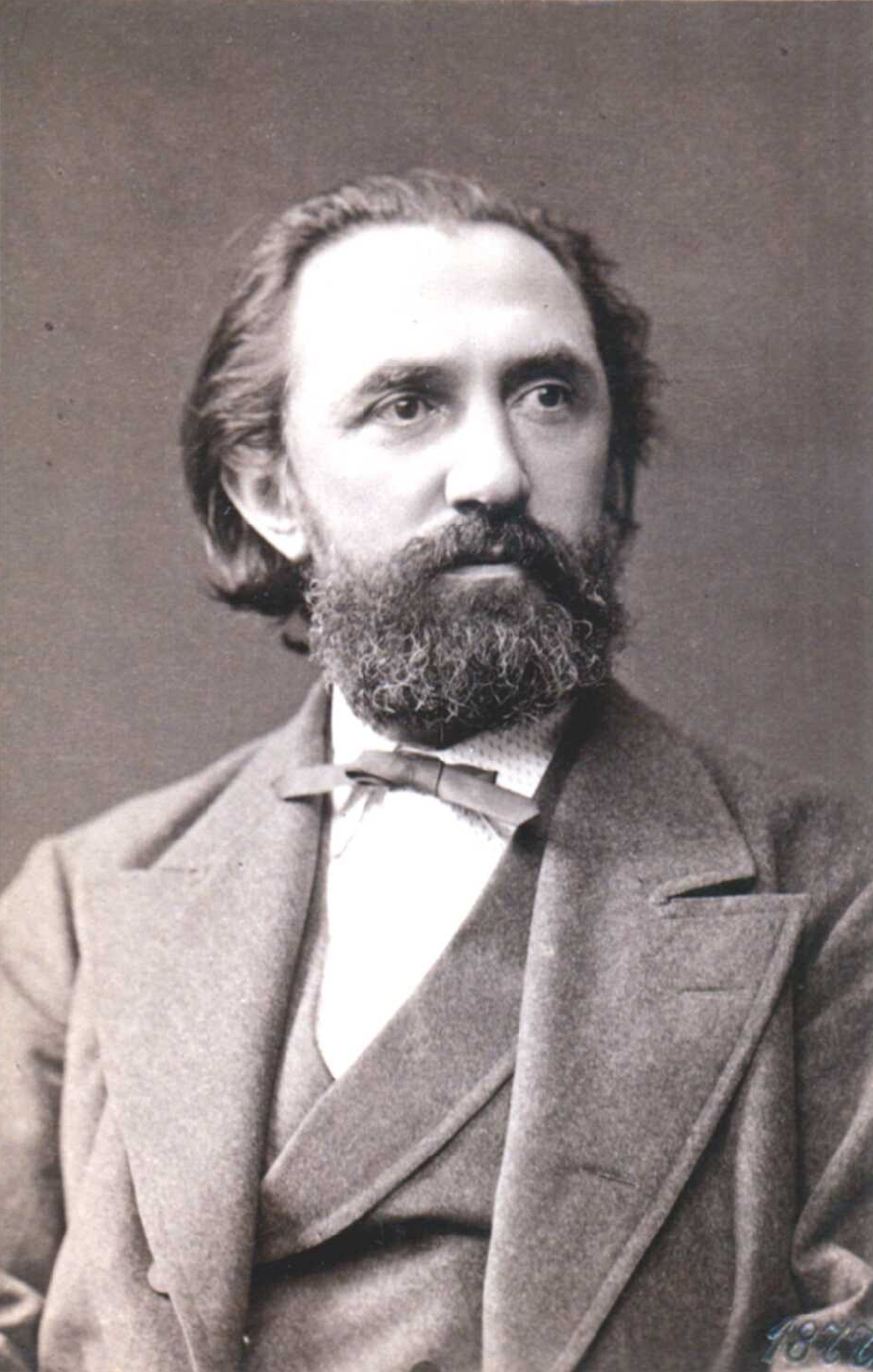
Franz Reuleaux († 1905)

- 1905: Franz Reuleaux, deutscher Ingenieur
- 1908: Gustav Ipavec, slowenischer Komponist
- 1908: Albert Kündig, Schweizer Unternehmer und Politiker
- 1908: Louis Varney, französischer Operettenkomponist
- 1910: Henning August von Arnim-Schlagenthin, deutscher Graf
- 1910: Otto Piltz, deutscher Maler
- 1912: William Booth, Gründer und erste General der Heilsarmee
- 1912: Jozef Samaša, Erzbischof von Eger und Kardinal
- 1913: Émile Ollivier, französischer Politiker
- 1914: Max Theodor von Karajan, österreichischer Altphilologe
- 1914: Pius X., Papst

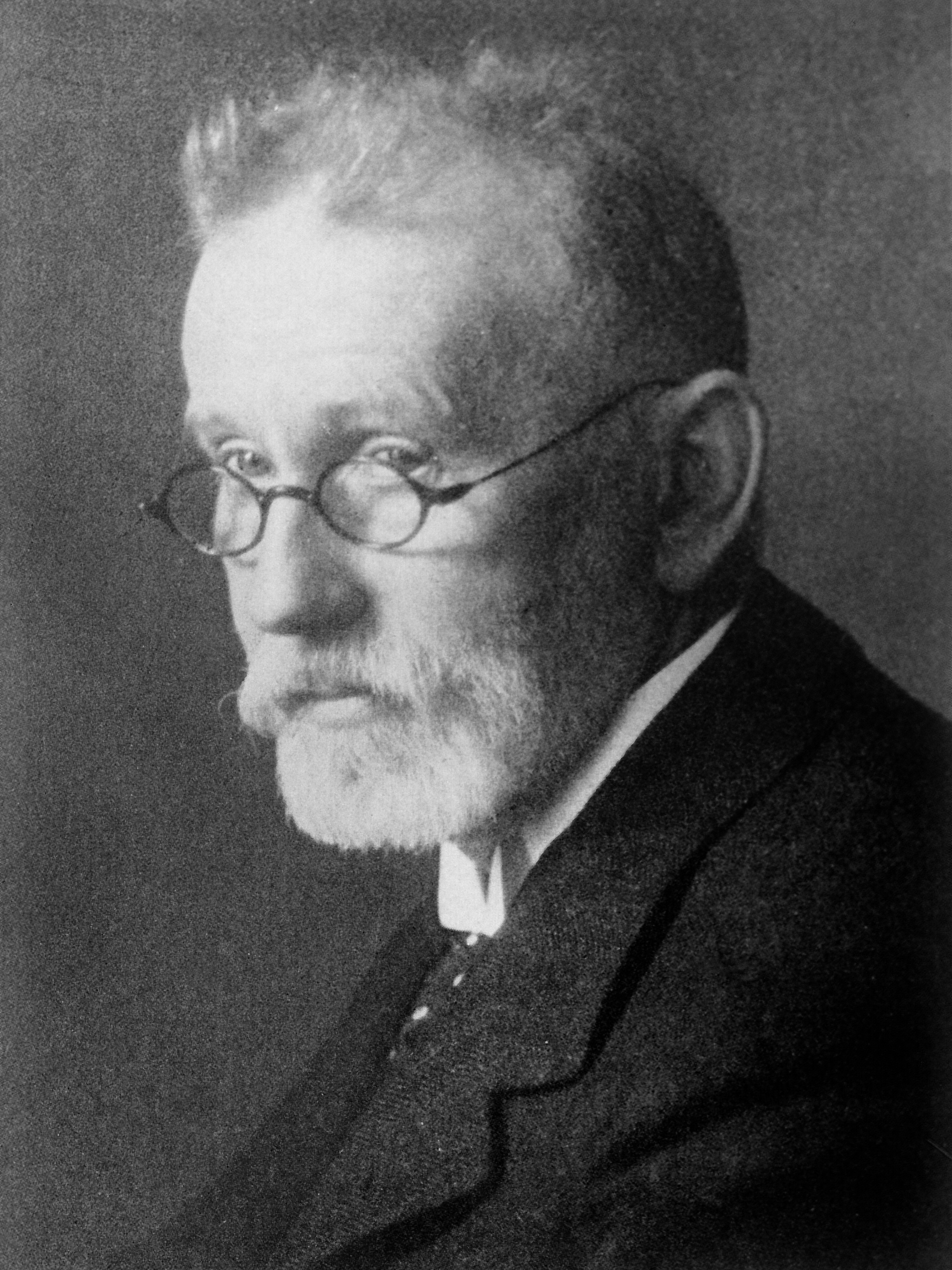
Paul Ehrlich († 1915)

- 1915: Paul Ehrlich, deutscher Chemiker, Mediziner und Serologe
- 1917: Adolf von Baeyer, deutscher Chemiker und Nobelpreisträger
- 1917: Robert von Mendelssohn, deutscher Bankier, Kunstsammler und Mäzen
- 1925: Jakob Christoph Heer, Schweizer Schriftsteller
- 1927: Enrique Reig y Casanova, Erzbischof von Toledo und Kardinal
- 1928: Huldreich Heusser, deutscher Automobilrennfahrer
- 1929: Jeanne Immink, Begründerin des modernen Frauenbergsteigens
- 1931: Waldemar von Baußnern, deutscher Komponist und Musikpädagoge
- 1931: Oskar von Truppel, deutscher Marineoffizier und Gouverneur von Kiautschou
- 1932: Paul Keller, deutscher Schriftsteller und Publizist
- 1934: Gabriel Zelger, Schweizer Bischof
- 1935: Otakar Ostrčil, tschechischer Komponist und Dirigent
- 1936: Eduard Arning, deutsch-englischer Dermatologe und Lepraforscher
- 1938: Wilhelm Schmetz, deutscher Landschaftsmaler
- 1940: Percy Moreau Ashburn, US-amerikanischer Mediziner und Militärarzt

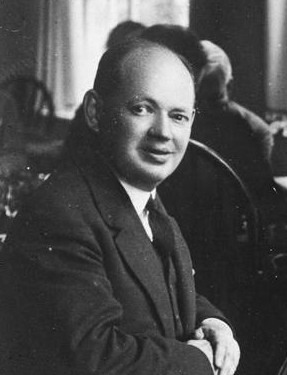
Rudolf Spielmann († 1942)

- 1942: Rudolf Spielmann, österreichischer Schachgroßmeister
- 1943: Rita Arnould, belgische Widerstandskämpferin
- 1944: Hans Fischinger, deutscher Filmregisseur
- 1945: Amakasu Masahiko, japanischer Leutnant
- 1945: Alexander Roda Roda, österreichischer Schriftsteller und Publizist
- 1948: Emery Roth, ungarischstämmiger amerikanischer Architekt

#### 1951–2000
- 1952: Kurt Schumacher, deutscher Politiker, Parteivorsitzender
- 1956: Bernard William Griffin, britischer Kardinal, Erzbischof von Westminster
- 1957: Sterling Bunnell, US-amerikanischer Chirurg
- 1959: Johan Ankerstjerne, dänischer Kameramann
- 1959: William F. Halsey, US-amerikanischer Admiral

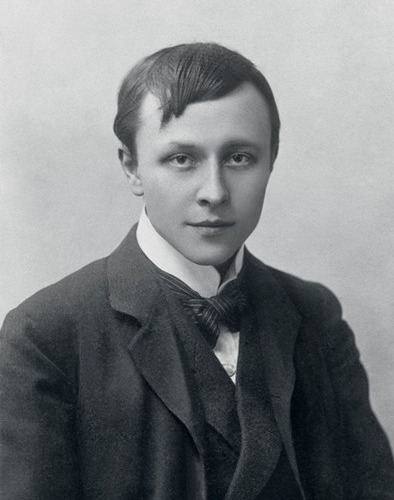
Alfred Kubin († 1959)

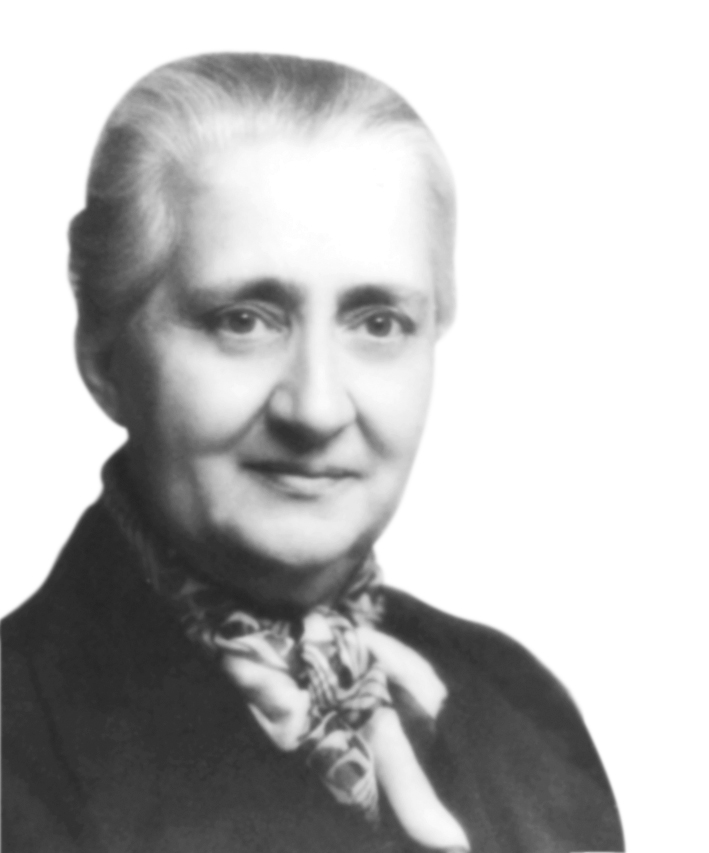
Luiza Andaluz († 1973)

- 1959: Alfred Kubin, österreichischer Grafiker und Buchillustrator
- 1960: Paul Smets, deutscher Musikwissenschaftler, Glocken- und Orgelsachverständiger
- 1961: Percy Williams Bridgman, US-amerikanischer Physiker, Nobelpreisträger
- 1961: Otto Zehentbauer, deutscher Bildhauer
- 1963: Mabel Garrison, US-amerikanische Sängerin
- 1963: Heinrich Gerns, deutscher Politiker und MdB
- 1965: Odiel Defraeye, belgischer Radrennfahrer
- 1973: Luiza Andaluz, portugiesische Ordensschwester
- 1980: Joe Dassin, französischer Sänger
- 1982: Ulla Jacobsson, schwedische Bühnen- und Filmschauspielerin
- 1982: Nicolas Naaman, syrischer Erzbischof

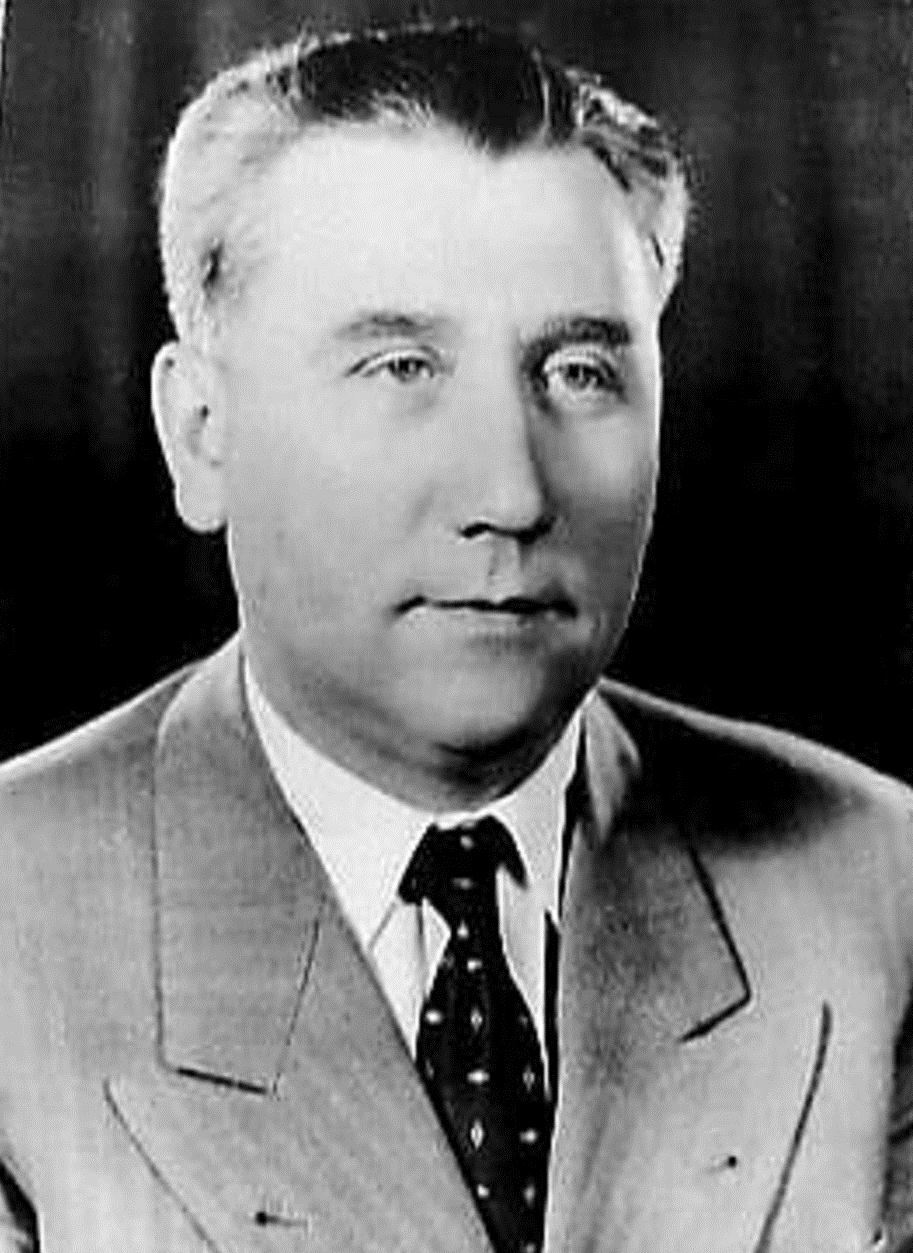
Aleksandar Ranković († 1983)

- 1983: Aleksandar Ranković, jugoslawischer Politiker
- 1984: Heinrich Austermann, deutscher Politiker
- 1985: Kenneth Kennedy, australischer Eisschnellläufer, Eishockeyspieler und -funktionär
- 1986: Paul Doyon, kanadischer Pianist und Organist
- 1986: Thad Jones, US-amerikanischer Jazz-Trompeter
- 1988: Jean-Paul Aron, französischer Journalist, Schriftsteller und Philosoph
- 1989: George Adamson, britischer Naturforscher
- 1989: Syd van der Vyver, südafrikanischer Motorrad- und Automobilrennfahrer
- 1990: Rudolf Gellesch, deutscher Fußballspieler
- 1990: Werner Lansburgh, deutscher Schriftsteller und Publizist
- 1991: Kurt Locher, Schweizer Staatsbeamter
- 1993: Friedrich Meyer, deutscher Musiker
- 1995: Hugo Pratt, italienischer Comic-Autor
- 1996: Rio Reiser, deutscher Rockmusiker
- 1997: Atoji Yoshio, japanischer Soziologe
- 1997: Norris Bradbury, US-amerikanischer Physiker
- 2000: Silvio Francesco, italienischer Unterhaltungskünstler, Sänger, Klarinettist und Schauspieler
- 2000: Siegfried Wünsche, deutscher Motorradrennfahrer

### 21. Jahrhundert
- 2001: Fred Hoyle, britischer Astronom und Mathematiker

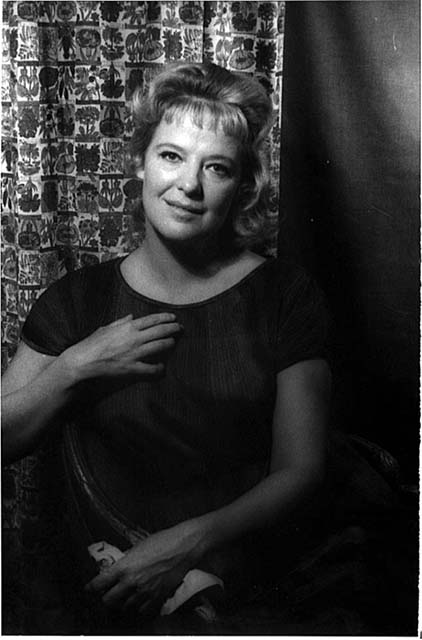
Kim Stanley († 2001)

- 2001: Kim Stanley, US-amerikanische Schauspielerin
- 2006: Renate Brausewetter, deutsche Schauspielerin
- 2006: Eugen Dietrich Graue, deutscher Rechtswissenschaftler und Hochschullehrer
- 2007: Berthold Grünfeld, norwegischer Psychiater, Sozialmediziner und Holocaust-Überlebender
- 2007: Leona Helmsley, US-amerikanische Hotelregentin
- 2007: Bolko Hoffmann, deutscher Politiker und Herausgeber
- 2008: Hua Guofeng, chinesischer Politiker
- 2008: Gene Upshaw, US-amerikanischer American-Football-Spieler und -Funktionär
- 2009: Larry Knechtel, US-amerikanischer Musiker
- 2011: Udo Timm, deutscher Politiker
- 2012ː Hildegard Bergner, deutsche Modedesignerin, Illustratorin und Modegrafikerin

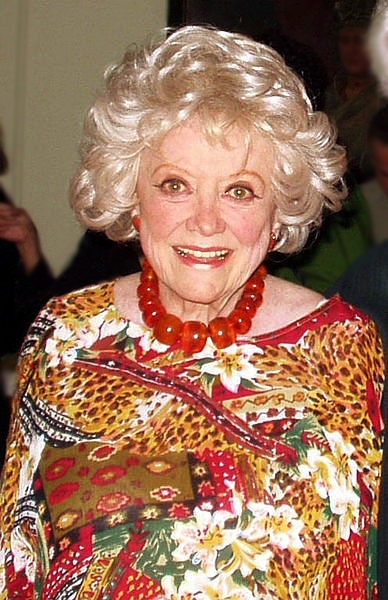
Phyllis Diller († 2012)

- 2012: Phyllis Diller, US-amerikanische Komikerin und Schauspielerin
- 2012: Dom Mintoff, maltesischer Politiker
- 2013: Elmore Leonard, US-amerikanischer Schriftsteller
- 2013: Erik Neutsch, deutscher Schriftsteller
- 2014: B. K. S. Iyengar, indischer Yoga-Trainer
- 2014: Klaus Zapf, deutscher Unternehmer
- 2015: Alfred Fettweis, deutsch-belgischer Nachrichtentechniker
- 2015: Bob Hepple, südafrikanisch-britischer Rechtswissenschafter
- 2016: Lothar Kusche, deutscher Schriftsteller und Satiriker
- 2016: Kurt Tittel, deutscher Sportmediziner
- 2017: Margot Hielscher, deutsche Schlagersängerin, Schauspielerin und Kostümbildnerin
- 2017: Wilhelm Killmayer, deutscher Komponist

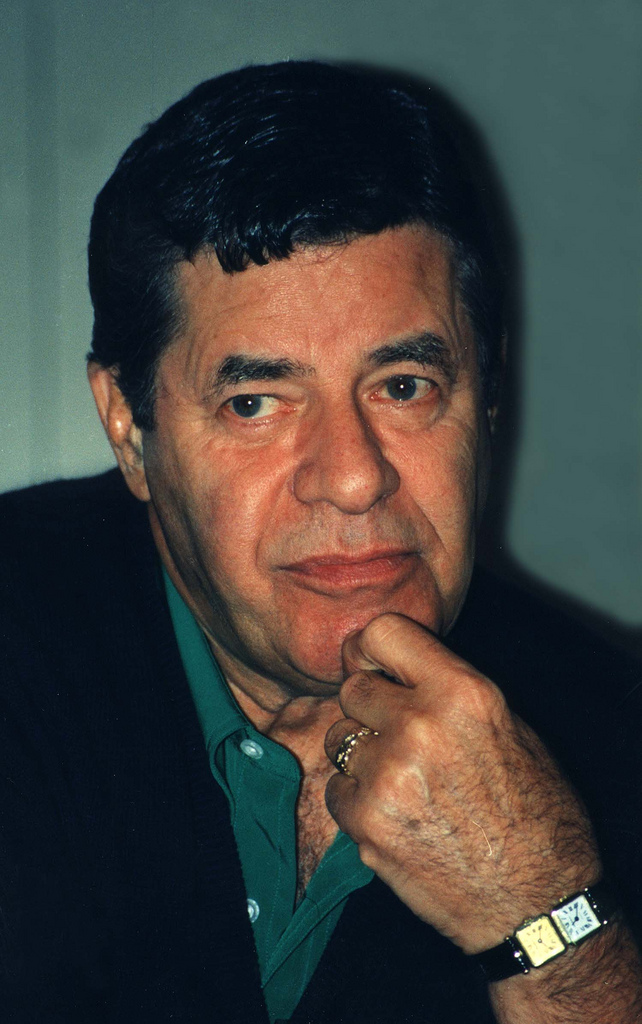
Jerry Lewis († 2017)

- 2017: Jerry Lewis, US-amerikanischer Komiker, Sänger und Schauspieler
- 2018: Uri Avnery, israelischer Menschenrechts- und Friedensaktivist
- 2018: Susanne Ihsen, deutsche Sozialwissenschaftlerin
- 2019: Rudolf Hundstorfer, österreichischer Politiker und Gewerkschafter
- 2019: Andreas Meck, deutscher Architekt
- 2020: Frankie Banali, US-amerikanischer Rockmusiker
- 2020: Justin Townes Earle, US-amerikanischer Singer-Songwriter
- 2021: Annegret Bollée, deutsche Linguistin
- 2021: Michael Cullen, neuseeländischer Politiker
- 2021: Tom T. Hall, US-amerikanischer Country-Sänger, Songschreiber und Autor
- 2022: Samar Banerjee, indischer Fußballspieler
- 2022: Franz Hummel, deutscher Komponist und Pianist
- 2023: Isabel Crook, kanadische Anthropologin und Soziologin chinesischer Herkunft
- 2024ː Mary Sey, gambische Richterin
- 2024ː Atsuko Tanaka, japanische Synchronsprecherin

## Feier- und Gedenktage
- Kirchliche Gedenktage
  - Hl. Samuel, israelitischer Prophet (katholisch, orthodox, armenisch, evangelisch: LCMS)
  - Hl. Bernhard von Clairvaux, französischer Abt und Prediger, Mystiker, Kirchenlehrer und Schutzpatron (evangelisch, anglikanisch, katholisch)
  - Hl. Philibert, französischer Abt und Klostergründer (katholisch)

- Namenstage
  - Bernhard, Björn, Oswin, Ronald, Samuel

- Staatliche Feier- und Gedenktage
  - Ungarn, Gründungstag des Königreiches Ungarn (1000)
  - Estland, Tag der Wiedererlangung der Unabhängigkeit (1991)

Weitere Einträge enthält die Liste von Gedenk- und Aktionstagen.